# 小行星列表/1-1000
以下是微型行星列表，依序號列出從1至1000號微型行星的名稱、臨時編號、發現日期、發現地點及發現者。若要查看其它小行星列表，請參見小行星列表。
| 名稱                                 | 臨時編號     | 發現日期       | 發現地點     | 發現者                            |
| 1-100 [編輯]                         | 1-100 [編輯] | 1-100 [編輯]   | 1-100 [編輯] | 1-100 [編輯]                      |
| ------------------------------------ | ------------ | -------------- | ------------ | --------------------------------- |
| 小行星1穀神星（Ceres）（矮行星）     | —            | 1801年1月1日   | 巴勒莫       | 朱塞普·皮亞齊                     |
| 小行星2智神星（Pallas）              | —            | 1802年3月28日  | 不来梅       | 奥伯斯                            |
| 小行星3婚神星（Juno）                | —            | 1804年9月1日   | 奥斯特霍尔茨 | 卡尔·路德维希·哈丁                |
| 小行星4灶神星（Vesta）               | —            | 1807年3月29日  | 不来梅       | 奥伯斯                            |
| 小行星5义神星（Astraea）             | —            | 1845年12月8日  | 德雷兹登科   | 卡尔·路德维希·亨克                |
| 小行星6韶神星（Hebe）                | —            | 1847年7月1日   | 德雷兹登科   | 卡尔·路德维希·亨克                |
| 小行星7虹神星（Iris）                | —            | 1847年8月13日  | 倫敦         | 约翰·罗素·辛德                    |
| 小行星8花神星（Flora）               | —            | 1847年10月18日 | 倫敦         | 约翰·罗素·辛德                    |
| 小行星9颖神星（Metis）               | —            | 1848年4月25日  | 马克里       | 安德鲁·格雷厄姆                   |
| 小行星10健神星（Hygiea）             | —            | 1849年4月12日  | 那不勒斯     | 安尼巴莱·德加斯帕里斯             |
| 小行星11海妖星（Parthenope）         | —            | 1850年5月11日  | 那不勒斯     | 安尼巴莱·德加斯帕里斯             |
| 小行星12凯神星（Victoria）           | —            | 1850年9月13日  | 倫敦         | 约翰·罗素·辛德                    |
| 小行星13芙女星（Egeria）             | —            | 1850年11月2日  | 那不勒斯     | 安尼巴莱·德·加斯帕里斯            |
| 小行星14司宁星（Irene）              | —            | 1851年5月19日  | 倫敦         | 约翰·罗素·辛德                    |
| 小行星15司法星（Eunomia）            | —            | 1851年7月29日  | 那不勒斯     | 安尼巴莱·德·加斯帕里斯            |
| 小行星16灵神星（Psyche）             | —            | 1852年3月17日  | 那不勒斯     | 安尼巴莱·德加斯帕里斯             |
| 小行星17海女星（Thetis）             | —            | 1852年4月17日  | 杜塞尔多夫   | 卡尔·特奥多尔·罗伯特·路德         |
| 小行星18司曲星（Melpomene）          | —            | 1852年6月24日  | 倫敦         | 约翰·罗素·辛德                    |
| 小行星19命神星（Fortuna）            | —            | 1852年8月22日  | 倫敦         | 约翰·罗素·辛德                    |
| 小行星20王后星（Massalia）           | —            | 1852年9月19日  | 那不勒斯     | 安尼巴莱·德·加斯帕里斯            |
| 小行星21司琴星（Lutetia）            | —            | 1852年11月15日 | 巴黎         | 赫尔曼·迈尔·萨洛蒙·戈尔德施密特   |
| 小行星22司赋星（Kalliope）           | —            | 1852年11月16日 | 倫敦         | 约翰·罗素·辛德                    |
| 小行星23司剧星（Thalia）             | —            | 1852年12月15日 | 倫敦         | 约翰·罗素·辛德                    |
| 小行星24司理星（Themis）             | —            | 1853年4月5日   | 那不勒斯     | 安尼巴莱·德·加斯帕里斯            |
| 小行星25福星（Phocaea）              | —            | 1853年4月6日   | 马赛         | 让·沙科纳克                       |
| 小行星26冥星（Proserpina）           | —            | 1853年5月5日   | 杜塞尔多夫   | 卡尔·特奥多尔·罗伯特·路德         |
| 小行星27司箫星（Euterpe）            | —            | 1853年11月8日  | 倫敦         | 约翰·罗素·辛德                    |
| 小行星28战神星（Bellona）            | —            | 1854年3月1日   | 杜塞尔多夫   | 卡尔·特奥多尔·罗伯特·路德         |
| 小行星29海星（Amphitrite）           | —            | 1854年3月1日   | 倫敦         | 阿爾伯特·馬爾夫                   |
| 小行星30司天星（Urania）             | —            | 1854年7月22日  | 倫敦         | 约翰·罗素·辛德                    |
| 小行星31丽神星（Euphrosyne）         | —            | 1854年9月1日   | 華盛頓       | 詹姆斯·弗格森                     |
| 小行星32果神星（Pomona）             | —            | 1854年10月26日 | 巴黎         | 赫尔曼·迈尔·萨洛蒙·戈尔德施密特   |
| 小行星33司瑟星（Polyhymnia）         | —            | 1854年10月28日 | 巴黎         | 让·沙科纳克                       |
| 小行星34巫神星（Circe）              | —            | 1855年4月6日   | 巴黎         | 让·沙科纳克                       |
| 小行星35沉神星（Leukothea）          | —            | 1855年4月19日  | 杜塞尔多夫   | 卡尔·特奥多尔·罗伯特·路德         |
| 小行星36驰神星（Atalante）           | —            | 1855年10月5日  | 巴黎         | 赫尔曼·迈尔·萨洛蒙·戈尔德施密特   |
| 小行星37忠神星（Fides）              | —            | 1855年10月5日  | 杜塞尔多夫   | 卡尔·特奥多尔·罗伯特·路德         |
| 小行星38卵神星（Leda）               | —            | 1856年1月12日  | 巴黎         | 让·沙科纳克                       |
| 小行星39喜神星（Laetitia）           | —            | 1856年2月8日   | 巴黎         | 让·沙科纳克                       |
| 小行星40谐神星（Harmonia）           | —            | 1856年3月31日  | 巴黎         | 赫尔曼·迈尔·萨洛蒙·戈尔德施密特   |
| 小行星41桂神星（Daphne）             | —            | 1856年5月22日  | 巴黎         | 赫尔曼·迈尔·萨洛蒙·戈尔德施密特   |
| 小行星42育神星（Isis）               | —            | 1856年5月23日  | 牛津         | 諾曼·羅伯特·普森                  |
| 小行星43愛女星（Ariadne）            | —            | 1857年4月15日  | 牛津         | 諾曼·羅伯特·普森                  |
| 小行星44侍神星（Nysa）               | —            | 1857年5月27日  | 巴黎         | 赫尔曼·迈尔·萨洛蒙·戈尔德施密特   |
| 小行星45香女星（Eugenia）            | —            | 1857年6月27日  | 巴黎         | 赫尔曼·迈尔·萨洛蒙·戈尔德施密特   |
| 小行星46司祭星（Hestia）             | —            | 1857年8月16日  | 牛津         | 諾曼·羅伯特·普森                  |
| 小行星47仁神星（Aglaja）             | —            | 1857年9月15日  | 杜塞尔多夫   | 卡尔·特奥多尔·罗伯特·路德         |
| 小行星48昏神星（Doris）              | —            | 1857年9月19日  | 巴黎         | 赫尔曼·迈尔·萨洛蒙·戈尔德施密特   |
| 小行星49牧神星（Pales）              | —            | 1857年9月19日  | 巴黎         | 赫尔曼·迈尔·萨洛蒙·戈尔德施密特   |
| 小行星50贞女星（Virginia）           | —            | 1857年10月4日  | 華盛頓       | 詹姆斯·弗格森                     |
| 小行星51禽神星（Nemausa）            | —            | 1858年1月22日  | 尼姆         | 約瑟夫·讓·皮埃爾·洛朗             |
| 小行星52欧女星（Europa）             | —            | 1858年2月4日   | 巴黎         | 赫尔曼·迈尔·萨洛蒙·戈尔德施密特   |
| 小行星53岛神星（Kalypso）            | —            | 1858年4月4日   | 杜塞尔多夫   | 卡尔·特奥多尔·罗伯特·路德         |
| 小行星54哲女星（Alexandra）          | —            | 1858年9月10日  | 巴黎         | 赫尔曼·迈尔·萨洛蒙·戈尔德施密特   |
| 小行星55祸神星（Pandora）            | —            | 1858年9月10日  | 奥尔巴尼     | 喬治·瑪麗·塞爾                    |
| 小行星56中神星（Melete）             | —            | 1857年9月9日   | 巴黎         | 赫尔曼·迈尔·萨洛蒙·戈尔德施密特   |
| 小行星57龙女星（Mnemosyne）          | —            | 1859年9月22日  | 杜塞尔多夫   | 卡尔·特奥多尔·罗伯特·路德         |
| 小行星58协神星（Concordia）          | —            | 1860年3月24日  | 杜塞尔多夫   | 卡尔·特奥多尔·罗伯特·路德         |
| 小行星59乾神星（Elpis）              | —            | 1860年9月12日  | 巴黎         | 让·沙科纳克                       |
| 小行星60司音星（Echo）               | —            | 1860年9月14日  | 華盛頓       | 詹姆斯·弗格森                     |
| 小行星61囚神星（Danaë）              | —            | 1860年9月9日   | 巴黎         | 赫尔曼·迈尔·萨洛蒙·戈尔德施密特   |
| 小行星62效神星（Erato）              | —            | 1860年9月14日  | 柏林         | 奧斯卡·雷瑟、威廉·朱利斯·福爾斯特 |
| 小行星63澳女星（Ausonia）            | —            | 1861年2月10日  | 那不勒斯     | 安尼巴莱·德加斯帕里斯             |
| 小行星64神女星（Angelina）           | —            | 1861年3月4日   | 马赛         | 恩斯特·威廉·勒伯莱希特·坦普尔     |
| 小行星65原神星（Cybele）             | —            | 1861年3月8日   | 马赛         | 恩斯特·威廉·勒伯莱希特·坦普尔     |
| 小行星66光神星（Maja）               | —            | 1861年4月9日   | 剑桥         | 賀拉斯·帕內爾·塔特爾              |
| 小行星67亚女星（Asia）               | —            | 1861年4月17日  | 马德拉斯     | 諾曼·羅伯特·普森                  |
| 小行星68明神星（Leto）               | —            | 1861年4月29日  | 杜塞尔多夫   | 卡尔·特奥多尔·罗伯特·路德         |
| 小行星69夕神星（Hesperia）           | —            | 1861年4月26日  | 米兰         | 喬范尼·夏帕雷利                   |
| 小行星70蟹神星（Panopaea）           | —            | 1861年5月5日   | 巴黎         | 赫尔曼·迈尔·萨洛蒙·戈尔德施密特   |
| 小行星71石女星（Niobe）              | —            | 1861年8月13日  | 杜塞尔多夫   | 卡尔·特奥多尔·罗伯特·路德         |
| 小行星72期女星（Feronia）            | —            | 1861年5月29日  | 克林顿       | 克里斯蒂安·亨利·弗里德里希·彼得斯 |
| 小行星73芥神星（Klytia）             | —            | 1862年4月7日   | 剑桥         | 賀拉斯·帕內爾·塔特爾              |
| 小行星74巫女星（Galatea）            | —            | 1862年8月29日  | 马克里       | 恩斯特·威廉·勒伯莱希特·坦普尔     |
| 小行星75狱神星（Eurydike）           | —            | 1862年9月22日  | 克林顿       | 克里斯蒂安·亨利·弗里德里希·彼得斯 |
| 小行星76舒女星（Freia）              | —            | 1862年10月21日 | 哥本哈根     | 海因里希·路易·达雷                |
| 小行星77寒神星（Frigga）             | —            | 1862年11月12日 | 克林顿       | 克里斯蒂安·亨利·弗里德里希·彼得斯 |
| 小行星78月神星（Diana）              | —            | 1863年3月15日  | 杜塞尔多夫   | 卡尔·特奥多尔·罗伯特·路德         |
| 小行星79配女星（Eurynome）           | —            | 1863年9月14日  | 安娜堡       | 詹姆斯·克雷格·沃森                |
| 小行星80赋神星（Sappho）             | —            | 1864年5月2日   | 马德拉斯     | 諾曼·羅伯特·普森                  |
| 小行星81司舞星（Terpsichore）        | —            | 1864年9月30日  | 马赛         | 恩斯特·威廉·勒伯莱希特·坦普尔     |
| 小行星82怨女星（Alkmene）            | —            | 1864年11月27日 | 杜塞尔多夫   | 卡尔·特奥多尔·罗伯特·路德         |
| 小行星83欣女星（Beatrix）            | —            | 1865年4月26日  | 那不勒斯     | 安尼巴莱·德加斯帕里斯             |
| 小行星84史神星（Klio）               | —            | 1865年8月25日  | 杜塞尔多夫   | 卡尔·特奥多尔·罗伯特·路德         |
| 小行星85犊神星（Io）                 | —            | 1865年9月19日  | 克林顿       | 克里斯蒂安·亨利·弗里德里希·彼得斯 |
| 小行星86化女星（Semele）             | —            | 1866年1月4日   | 柏林         | 弗里德里希·蒂特金                 |
| 小行星87林神星（Sylvia）             | —            | 1866年5月16日  | 马德拉斯     | 諾曼·羅伯特·普森                  |
| 小行星88尽女星（Thisbe）             | —            | 1866年6月15日  | 克林顿       | 克里斯蒂安·亨利·弗里德里希·彼得斯 |
| 小行星89信女星（Julia）              | —            | 1866年8月6日   | 马赛         | 讓·瑪璉·愛德華·史提芬             |
| 小行星90休神星（Antiope）            | —            | 1866年10月1日  | 杜塞尔多夫   | 卡尔·特奥多尔·罗伯特·路德         |
| 小行星91河神星（Aegina）             | —            | 1866年11月4日  | 马赛         | 讓·瑪璉·愛德華·史提芬             |
| 小行星92波女星（Undina）             | —            | 1867年7月7日   | 克林顿       | 克里斯蒂安·亨利·弗里德里希·彼得斯 |
| 小行星93慧神星（Minerva）            | —            | 1867年8月24日  | 安娜堡       | 詹姆斯·克雷格·沃森                |
| 小行星94彩神星（Aurora）             | —            | 1867年9月6日   | 安娜堡       | 詹姆斯·克雷格·沃森                |
| 小行星95源神星（Arethusa）           | —            | 1867年11月23日 | 杜塞尔多夫   | 卡尔·特奥多尔·罗伯特·路德         |
| 小行星96辉神星（Aegle）              | —            | 1868年2月17日  | 马赛         | 耶羅姆·尤金·科吉亞                |
| 小行星97纺神星（Klotho）             | —            | 1868年2月17日  | 马赛         | 恩斯特·威廉·勒伯莱希特·坦普尔     |
| 小行星98佳女星（Ianthe）             | —            | 1868年4月18日  | 克林顿       | 克里斯蒂安·亨利·弗里德里希·彼得斯 |
| 小行星99泰神星（Dike）               | —            | 1868年5月28日  | 马赛         | 阿方斯·路易·尼古拉斯·包瑞利       |
| 小行星100权神星（Hekate）            | —            | 1868年7月11日  | 安娜堡       | 詹姆斯·克雷格·沃森                |
| 101-200 [編輯]                       |              |                |              |                                   |
| 小行星101拐神星（Helena）            | —            | 1868年8月15日  | 安娜堡       | 詹姆斯·克雷格·沃森                |
| 小行星102圣女星（Miriam）            | —            | 1868年8月22日  | 克林顿       | 克里斯蒂安·亨利·弗里德里希·彼得斯 |
| 小行星103（Hera）                    | —            | 1868年9月7日   | 安娜堡       | 詹姆斯·克雷格·沃森                |
| 小行星104伴女星（Klymene）           | —            | 1868年9月13日  | 安娜堡       | 詹姆斯·克雷格·沃森                |
| 小行星105群女星（Artemis）           | —            | 1868年9月16日  | 安娜堡       | 詹姆斯·克雷格·沃森                |
| 小行星106坤神星（Dione）             | —            | 1868年10月10日 | 安娜堡       | 詹姆斯·克雷格·沃森                |
| 小行星107驶神星（Camilla）           | —            | 1868年11月17日 | 马德拉斯     | 普森                              |
| 小行星108（Hecuba）                  | —            | 1869年4月2日   | 杜塞尔多夫   | 卡爾·特奧多爾·羅伯特·路德         |
| 小行星109祥神星（Felicitas）         | —            | 1869年10月9日  | 克林顿       | 克里斯蒂安·亨利·弗里德里希·彼得斯 |
| 小行星110吕女星（Lydia）             | —            | 1870年4月19日  | 马赛         | 阿方斯·路易·尼古拉斯·包瑞利       |
| 小行星111苟神星（Ate）               | —            | 1861年5月29日  | 克林顿       | 克里斯蒂安·亨利·弗里德里希·彼得斯 |
| 小行星112祭神星（Iphigenia）         | —            | 1870年9月19日  | 克林顿       | 克里斯蒂安·亨利·弗里德里希·彼得斯 |
| 小行星113羊神星（Amalthea）          | —            | 1871年3月12日  | 杜塞尔多夫   | 卡爾·特奧多爾·羅伯特·路德         |
| 小行星114见神星（Kassandra）         | —            | 1871年7月23日  | 克林顿       | 克里斯蒂安·亨利·弗里德里希·彼得斯 |
| 小行星115赛娜（Thyra）               | —            | 1871年8月6日   | 安娜堡       | 詹姆斯·克雷格·沃森                |
| 小行星116细女星（Sirona）            | —            | 1871年9月8日   | 克林顿       | 克里斯蒂安·亨利·弗里德里希·彼得斯 |
| 小行星117罗女星（Lomia）             | —            | 1871年9月12日  | 马赛         | 阿方斯·路易·尼古拉斯·包瑞利       |
| 小行星118信神星（Peitho）            | —            | 1872年3月15日  | 杜塞尔多夫   | 卡爾·特奧多爾·羅伯特·路德         |
| 小行星119（Althaea）                 | —            | 1872年4月3日   | 安娜堡       | 詹姆斯·克雷格·沃森                |
| 小行星120量神星（Lachesis）          | —            | 1872年4月10日  | 马赛         | 阿方斯·路易·尼古拉斯·包瑞利       |
| 小行星121赫女星（Hermione）          | —            | 1872年5月12日  | 安娜堡       | 詹姆斯·克雷格·沃森                |
| 小行星122彩女星（Gerda）             | —            | 1872年7月31日  | 克林顿       | 克里斯蒂安·亨利·弗里德里希·彼得斯 |
| 小行星123忤女星（Brunhild）          | —            | 1872年7月31日  | 克林顿       | 克里斯蒂安·亨利·弗里德里希·彼得斯 |
| 小行星124忠后星（Alkeste）           | —            | 1872年8月23日  | 克林顿       | 克里斯蒂安·亨利·弗里德里希·彼得斯 |
| 小行星125解放者星（Liberatrix）      | —            | 1872年9月11日  | 巴黎         | 普羅斯柏·馬修·亨利                |
| 小行星126祭女星（Velleda）           | —            | 1872年11月5日  | 巴黎         | 保羅·皮耶·亨利                    |
| 小行星127圣约翰星（Johanna）         | —            | 1872年11月5日  | 巴黎         | 普羅斯柏·馬修·亨利                |
| 小行星128罚神星（Nemesis）           | —            | 1872年11月25日 | 安娜堡       | 詹姆斯·克雷格·沃森                |
| 小行星129悌女星（Antigone）          | —            | 1873年2月5日   | 克林顿       | 克里斯蒂安·亨利·弗里德里希·彼得斯 |
| 小行星130怂女星（Elektra）           | —            | 1873年2月17日  | 克林顿       | 克里斯蒂安·亨利·弗里德里希·彼得斯 |
| 小行星131宕怪星（Vala）              | —            | 1873年5月24日  | 克林顿       | 克里斯蒂安·亨利·弗里德里希·彼得斯 |
| 小行星132晴神星（Aethra）            | —            | 1873年6月13日  | 安娜堡       | 詹姆斯·克雷格·沃森                |
| 小行星133搏女星（Cyrene）            | —            | 1873年8月16日  | 安娜堡       | 詹姆斯·克雷格·沃森                |
| 小行星134司制星（Sophrosyne）        | —            | 1873年9月27日  | 杜塞尔多夫   | 卡爾·特奧多爾·羅伯特·路德         |
| 小行星135沃神星（Hertha）            | —            | 1874年2月18日  | 克林顿       | 克里斯蒂安·亨利·弗里德里希·彼得斯 |
| 小行星136奥地利星（Austria）         | —            | 1874年3月18日  | 普拉         | 約翰·帕利薩                       |
| 小行星137存女星（Meliboea）          | —            | 1874年4月21日  | 普拉         | 約翰·帕利薩                       |
| 小行星138图卢兹星（Tolosa）          | —            | 1874年5月19日  | 图卢兹       | 亨利·約瑟夫·安娜斯塔斯·普羅丁     |
| 小行星139瑞華星（Juewa）             | —            | 1874年10月10日 | 北京         | 詹姆斯·克雷格·沃森                |
| 小行星140西瓦星（Siwa）              | —            | 1874年10月13日 | 普拉         | 約翰·帕利薩                       |
| 小行星141流明星（Lumen）             | —            | 1875年1月13日  | 巴黎         | 保羅·皮耶·亨利                    |
| 小行星142波兰星（Polana）            | —            | 1875年1月28日  | 普拉         | 約翰·帕利薩                       |
| 小行星143亚德里亚海星（Adria）       | —            | 1875年2月23日  | 普拉         | 約翰·帕利薩                       |
| 小行星144旅神星（Vibilia）           | —            | 1875年6月3日   | 克林顿       | 克里斯蒂安·亨利·弗里德里希·彼得斯 |
| 小行星145导神星（Adeona）            | —            | 1875年6月3日   | 克林顿       | 克里斯蒂安·亨利·弗里德里希·彼得斯 |
| 小行星146娩神星（Lucina）            | —            | 1875年6月8日   | 马赛         | 阿方斯·路易·尼古拉斯·包瑞利       |
| 小行星147长女星（Protogeneia）       | —            | 1875年7月10日  | 维也纳       | 利波特·舒爾霍夫                   |
| 小行星148高卢星（Gallia）            | —            | 1875年8月7日   | 巴黎         | 普羅斯柏·馬修·亨利                |
| 小行星149（Medusa）                  | —            | 1875年9月21日  | 图卢兹       | 亨利·約瑟夫·安娜斯塔斯·普羅丁     |
| 小行星150女娲星（Nuwa）              | —            | 1875年10月18日 | 安娜堡       | 詹姆斯·克雷格·沃森                |
| 小行星151裕神星（Abundantia）        | —            | 1875年11月1日  | 普拉         | 約翰·帕利薩                       |
| 小行星152禁女星（Atala）             | —            | 1875年11月2日  | 巴黎         | 保羅·皮耶·亨利                    |
| 小行星153希尔达星（Hilda）           | —            | 1875年11月2日  | 普拉         | 約翰·帕利薩                       |
| 小行星154司纺星（Bertha）            | —            | 1875年11月4日  | 巴黎         | 普羅斯柏·馬修·亨利                |
| 小行星155六头怪星（Scylla）          | —            | 1875年11月8日  | 普拉         | 約翰·帕利薩                       |
| 小行星156悍妇星（Xanthippe）         | —            | 1875年11月22日 | 普拉         | 約翰·帕利薩                       |
| 小行星157衫女星（Dejanira）          | —            | 1875年12月1日  | 马赛         | 阿方斯·路易·尼古拉斯·包瑞利       |
| 小行星158鸦女星（Koronis）           | —            | 1876年1月4日   | 柏林         | 維克托·克諾雷                     |
| 小行星159Aemilia                     | —            | 1876年1月26日  | 巴黎         | 保羅·皮耶·亨利                    |
| 小行星160仙后星（Una）               | —            | 1876年2月20日  | 克林顿       | 克里斯蒂安·亨利·弗里德里希·彼得斯 |
| 小行星161牛头神星（Athor）           | —            | 1876年4月19日  | 安娜堡       | 詹姆斯·克雷格·沃森                |
| 小行星162Laurentia                   | —            | 1876年4月21日  | 巴黎         | 普羅斯柏·馬修·亨利                |
| 小行星163庶女星（Erigone）           | —            | 1876年4月26日  | 图卢兹       | 亨利·約瑟夫·安娜斯塔斯·普羅丁     |
| 小行星164夏娃星（Eva）               | —            | 1876年7月12日  | 巴黎         | 保羅·皮耶·亨利                    |
| 小行星165水妖星（Loreley）           | —            | 1876年8月9日   | 克林顿       | 克里斯蒂安·亨利·弗里德里希·彼得斯 |
| 小行星166赭女星（Rhodope）           | —            | 1876年8月15日  | 克林顿       | 克里斯蒂安·亨利·弗里德里希·彼得斯 |
| 小行星167昔神星（Urda）              | —            | 1876年8月28日  | 克林顿       | 克里斯蒂安·亨利·弗里德里希·彼得斯 |
| 小行星168知女星（Sibylla）           | —            | 1876年9月28日  | 安娜堡       | 詹姆斯·克雷格·沃森                |
| 小行星169竞神星（Zelia）             | —            | 1876年9月28日  | 巴黎         | 普羅斯柏·馬修·亨利                |
| 小行星170Maria                       | —            | 1877年1月10日  | 图卢兹       | 亨利·約瑟夫·安娜斯塔斯·普羅丁     |
| 小行星171奥菲丽亚星（Ophelia）       | —            | 1877年1月13日  | 马赛         | 阿方斯·路易·尼古拉斯·包瑞利       |
| 小行星172橡妇星（Baucis）            | —            | 1877年2月5日   | 马赛         | 阿方斯·路易·尼古拉斯·包瑞利       |
| 小行星173（Ino）                     | —            | 1877年8月1日   | 马赛         | 阿方斯·路易·尼古拉斯·包瑞利       |
| 小行星174刎女星（Phaedra）           | —            | 1877年9月2日   | 安娜堡       | 詹姆斯·克雷格·沃森                |
| 小行星175Andromache                  | —            | 1877年10月1日  | 安娜堡       | 詹姆斯·克雷格·沃森                |
| 小行星176苹神星（Iduna）             | —            | 1877年10月14日 | 克林顿       | 克里斯蒂安·亨利·弗里德里希·彼得斯 |
| 小行星177Irma                        | —            | 1877年11月5日  | 巴黎         | 保羅·皮耶·亨利                    |
| 小行星178Belisana                    | —            | 1877年11月6日  | 普拉         | 約翰·帕利薩                       |
| 小行星179戕后星（Klytaemnestra）     | —            | 1877年11月11日 | 安娜堡       | 詹姆斯·克雷格·沃森                |
| 小行星180加伦河星（Garumna）         | —            | 1878年1月29日  | 图卢兹       | 亨利·約瑟夫·安娜斯塔斯·普羅丁     |
| 小行星181诀女星（Eucharis）          | —            | 1878年2月2日   | 马赛         | 帕布羅·克泰諾特                   |
| 小行星182Elsa                        | —            | 1878年2月7日   | 普拉         | 約翰·帕利薩                       |
| 小行星183伊斯的利亚星（Istria）      | —            | 1878年2月8日   | 普拉         | 約翰·帕利薩                       |
| 小行星184赐女星（Dejopeja）          | —            | 1878年2月28日  | 普拉         | 約翰·帕利薩                       |
| 小行星185Eunike                      | —            | 1878年3月1日   | 克林顿       | 克里斯蒂安·亨利·弗里德里希·彼得斯 |
| 小行星186Celuta                      | —            | 1878年4月6日   | 巴黎         | 普羅斯柏·馬修·亨利                |
| 小行星187Lamberta                    | —            | 1878年4月11日  | 马赛         | 耶羅姆·尤金·科吉亞                |
| 小行星188彗女星（Menippe）           | —            | 1878年6月18日  | 克林顿       | 克里斯蒂安·亨利·弗里德里希·彼得斯 |
| 小行星189Phthia                      | —            | 1878年9月9日   | 克林顿       | 克里斯蒂安·亨利·弗里德里希·彼得斯 |
| 小行星190怯女星（Ismene）            | —            | 1878年9月22日  | 克林顿       | 克里斯蒂安·亨利·弗里德里希·彼得斯 |
| 小行星191浪神星（Kolga）             | —            | 1878年9月30日  | 克林顿       | 克里斯蒂安·亨利·弗里德里希·彼得斯 |
| 小行星192瑙女星（Nausikaa）          | —            | 1879年2月17日  | 普拉         | 約翰·帕利薩                       |
| 小行星193Ambrosia                    | —            | 1879年2月28日  | 马赛         | 耶羅姆·尤金·科吉亞                |
| 小行星194燕女星（Prokne）            | —            | 1879年3月21日  | 克林顿       | 克里斯蒂安·亨利·弗里德里希·彼得斯 |
| 小行星195乳妇星（Eurykleia）         | —            | 1879年4月19日  | 普拉         | 約翰·帕利薩                       |
| 小行星196莺女星（Philomela）         | —            | 1879年5月14日  | 克林顿       | 克里斯蒂安·亨利·弗里德里希·彼得斯 |
| 小行星197阿雷特星（Arete）           | —            | 1879年5月21日  | 普拉         | 約翰·帕利薩                       |
| 小行星198葡神星（Ampella）           | —            | 1879年6月13日  | 马赛         | 阿方斯·路易·尼古拉斯·包瑞利       |
| 小行星199涌女星（Byblis）            | —            | 1879年7月9日   | 克林顿       | 克里斯蒂安·亨利·弗里德里希·彼得斯 |
| 小行星200司力星（Dynamene）          | —            | 1879年7月27日  | 克林顿       | 克里斯蒂安·亨利·弗里德里希·彼得斯 |
| 201-300 [編輯]                       |              |                |              |                                   |
| 小行星201貞星（Penelope）            | —            | 1879年8月7日   | 普拉         | 約翰·帕利薩                       |
| 小行星202赫露斯星（Chryseïs）        | —            | 1879年9月11日  | 克林顿       | 克里斯蒂安·亨利·弗里德里希·彼得斯 |
| 小行星203庞培星（Pompeja）           | —            | 1879年9月25日  | 克林顿       | 克里斯蒂安·亨利·弗里德里希·彼得斯 |
| 小行星204熊神星（Kallisto）          | —            | 1879年10月8日  | 普拉         | 約翰·帕利薩                       |
| 小行星205马大星（Martha）            | —            | 1879年10月13日 | 普拉         | 約翰·帕利薩                       |
| 小行星206Hersilia                    | —            | 1879年10月13日 | 克林顿       | 克里斯蒂安·亨利·弗里德里希·彼得斯 |
| 小行星207Hedda                       | —            | 1879年10月17日 | 普拉         | 約翰·帕利薩                       |
| 小行星208Lacrimosa                   | —            | 1879年10月21日 | 普拉         | 約翰·帕利薩                       |
| 小行星209忽女星（Dido）              | —            | 1879年10月22日 | 克林顿       | 克里斯蒂安·亨利·弗里德里希·彼得斯 |
| 小行星210Isabella                    | —            | 1879年11月12日 | 普拉         | 約翰·帕利薩                       |
| 小行星211Isolda                      | —            | 1879年12月10日 | 普拉         | 約翰·帕利薩                       |
| 小行星212魔女星（Medea）             | —            | 1880年2月6日   | 普拉         | 約翰·帕利薩                       |
| 小行星213漣神星                      | —            | 1880年2月16日  | 克林顿       | 克里斯蒂安·亨利·弗里德里希·彼得斯 |
| 小行星214Aschera                     | —            | 1880年2月29日  | 普拉         | 約翰·帕利薩                       |
| 小行星215疚女星（Oenone）            | —            | 1880年4月7日   | 柏林         | 維克托·克諾雷                     |
| 小行星216（Kleopatra）               | —            | 1880年4月10日  | 普拉         | 約翰·帕利薩                       |
| 小行星217贶神星（Eudora）            | —            | 1880年8月30日  | 马赛         | 耶羅姆·尤金·科吉亞                |
| 小行星218歌女星（Bianca）            | —            | 1880年9月4日   | 普拉         | 約翰·帕利薩                       |
| 小行星219Thusnelda                   | —            | 1880年9月30日  | 普拉         | 約翰·帕利薩                       |
| 小行星220Stephania                   | —            | 1881年5月19日  | 维也纳       | 約翰·帕利薩                       |
| 小行星221曙神星（Eos）               | —            | 1882年1月18日  | 维也纳       | 約翰·帕利薩                       |
| 小行星222Lucia                       | —            | 1882年2月9日   | 维也纳       | 約翰·帕利薩                       |
| 小行星223Rosa                        | —            | 1882年3月9日   | 维也纳       | 約翰·帕利薩                       |
| 小行星224太平洋星（Oceana）          | —            | 1882年3月30日  | 维也纳       | 約翰·帕利薩                       |
| 小行星225Henrietta                   | —            | 1882年4月19日  | 维也纳       | 約翰·帕利薩                       |
| 小行星226Weringia                    | —            | 1882年7月19日  | 维也纳       | 約翰·帕利薩                       |
| 小行星227哲学星（Philosophia）       | —            | 1882年8月12日  | 巴黎         | 保羅·皮耶·亨利                    |
| 小行星228Agathe                      | —            | 1882年8月19日  | 维也纳       | 約翰·帕利薩                       |
| 小行星229Adelinda                    | —            | 1882年8月22日  | 维也纳       | 約翰·帕利薩                       |
| 小行星230坠女星（Athamantis）        | —            | 1882年9月3日   | 博特坎普     | 萊奧·安東·卡爾·德巴爾             |
| 小行星231文多波纳星（Vindobona）     | —            | 1882年9月10日  | 维也纳       | 約翰·帕利薩                       |
| 小行星232俄罗斯星（Russia）          | —            | 1883年1月31日  | 维也纳       | 約翰·帕利薩                       |
| 小行星233烁神星（Asterope）          | —            | 1883年5月11日  | 马赛         | 阿方斯·路易·尼古拉斯·包瑞利       |
| 小行星234Barbara                     | —            | 1883年8月12日  | 克林顿       | 克里斯蒂安·亨利·弗里德里希·彼得斯 |
| 小行星235Carolina                    | —            | 1883年11月28日 | 维也纳       | 約翰·帕利薩                       |
| 小行星236誉神星（Honoria）           | —            | 1884年4月26日  | 维也纳       | 約翰·帕利薩                       |
| 小行星237Coelestina                  | —            | 1884年6月27日  | 维也纳       | 約翰·帕利薩                       |
| 小行星238尊神星（Hypatia）           | —            | 1884年7月1日   | 柏林         | 維克托·克諾雷                     |
| 小行星239报神星（Adrastea）          | —            | 1884年8月18日  | 维也纳       | 約翰·帕利薩                       |
| 小行星240Vanadis                     | —            | 1884年8月27日  | 马赛         | 阿方斯·路易·尼古拉斯·包瑞利       |
| 小行星241德意志星（Germania）        | —            | 1884年9月12日  | 杜塞尔多夫   | 卡爾·特奧多爾·羅伯特·路德         |
| 小行星242Kriemhild                   | —            | 1884年9月22日  | 维也纳       | 約翰·帕利薩                       |
| 小行星243艾女星（Ida）               | —            | 1884年9月29日  | 维也纳       | 約翰·帕利薩                       |
| 小行星244Sita                        | —            | 1884年10月14日 | 维也纳       | 約翰·帕利薩                       |
| 小行星245Vera                        | —            | 1885年2月6日   | 马德拉斯     | 普森                              |
| 小行星246Asporina                    | —            | 1885年3月6日   | 马赛         | 阿方斯·路易·尼古拉斯·包瑞利       |
| 小行星247Eukrate                     | —            | 1885年3月14日  | 杜塞尔多夫   | 卡爾·特奧多爾·羅伯特·路德         |
| 小行星248Lameia                      | —            | 1885年6月5日   | 维也纳       | 約翰·帕利薩                       |
| 小行星249Ilse                        | —            | 1885年8月16日  | 克林顿       | 克里斯蒂安·亨利·弗里德里希·彼得斯 |
| 小行星250贝蒂星（Bettina）           | —            | 1885年9月3日   | 维也纳       | 約翰·帕利薩                       |
| 小行星251聪神星（Sophia）            | —            | 1885年10月4日  | 维也纳       | 約翰·帕利薩                       |
| 小行星252宽神星（Clementina）        | —            | 1885年10月11日 | 尼斯         | 亨利·約瑟夫·安娜斯塔斯·普羅丁     |
| 小行星253梅西爾德星\|Mathilde        | —            | 1885年11月12日 | 维也纳       | 約翰·帕利薩                       |
| 小行星254帝王星（Augusta）           | —            | 1886年3月31日  | 维也纳       | 約翰·帕利薩                       |
| 小行星255Oppavia                     | —            | 1886年3月31日  | 维也纳       | 約翰·帕利薩                       |
| 小行星256Walpurga                    | —            | 1886年4月3日   | 维也纳       | 約翰·帕利薩                       |
| 小行星257西里西亚星（Silesia）       | —            | 1886年4月5日   | 维也纳       | 約翰·帕利薩                       |
| 小行星258幸神星（Tyche）             | —            | 1886年5月4日   | 杜塞尔多夫   | 卡爾·特奧多爾·羅伯特·路德         |
| 小行星259理神星（Aletheia）          | —            | 1886年6月28日  | 克林顿       | 克里斯蒂安·亨利·弗里德里希·彼得斯 |
| 小行星260Huberta                     | —            | 1886年10月3日  | 维也纳       | 約翰·帕利薩                       |
| 小行星261Prymno                      | —            | 1886年10月31日 | 克林顿       | 克里斯蒂安·亨利·弗里德里希·彼得斯 |
| 小行星262Valda                       | —            | 1886年11月3日  | 维也纳       | 約翰·帕利薩                       |
| 小行星263Dresda                      | —            | 1886年11月3日  | 维也纳       | 約翰·帕利薩                       |
| 小行星264Libussa                     | —            | 1886年12月22日 | 克林顿       | 克里斯蒂安·亨利·弗里德里希·彼得斯 |
| 小行星265安娜星（Anna）              | —            | 1887年2月25日  | 维也纳       | 約翰·帕利薩                       |
| 小行星266Aline                       | —            | 1887年5月17日  | 维也纳       | 約翰·帕利薩                       |
| 小行星267Tirza                       | —            | 1887年5月27日  | 尼斯         | 奧古斯特·卡洛斯                   |
| 小行星268Adorea                      | —            | 1887年6月8日   | 马赛         | 阿方斯·路易·尼古拉斯·包瑞利       |
| 小行星269Justitia                    | —            | 1887年9月21日  | 维也纳       | 約翰·帕利薩                       |
| 小行星270Anahita                     | —            | 1887年10月8日  | 克林顿       | 克里斯蒂安·亨利·弗里德里希·彼得斯 |
| 小行星271Penthesilea                 | —            | 1887年10月13日 | 柏林         | 維克托·克諾雷                     |
| 小行星272Antonia                     | —            | 1888年2月4日   | 尼斯         | 奧古斯特·卡洛斯                   |
| 小行星273剪神星（Atropos）           | —            | 1888年3月8日   | 维也纳       | 約翰·帕利薩                       |
| 小行星274Philagoria                  | —            | 1888年4月3日   | 维也纳       | 約翰·帕利薩                       |
| 小行星275Sapientia                   | —            | 1888年4月15日  | 维也纳       | 約翰·帕利薩                       |
| 小行星276Adelheid                    | —            | 1888年4月17日  | 维也纳       | 約翰·帕利薩                       |
| 小行星277Elvira                      | —            | 1888年5月3日   | 尼斯         | 奧古斯特·卡洛斯                   |
| 小行星278Paulina                     | —            | 1888年5月16日  | 维也纳       | 約翰·帕利薩                       |
| 小行星279图勒星（Thule）             | —            | 1888年10月25日 | 维也纳       | 約翰·帕利薩                       |
| 小行星280友神星（Philia）            | —            | 1888年10月29日 | 维也纳       | 約翰·帕利薩                       |
| 小行星281Lucretia                    | —            | 1888年10月31日 | 维也纳       | 約翰·帕利薩                       |
| 小行星282Clorinde                    | —            | 1889年1月28日  | 尼斯         | 奧古斯特·卡洛斯                   |
| 小行星283愛瑪星（Emma）              | —            | 1889年2月8日   | 尼斯         | 奧古斯特·卡洛斯                   |
| 小行星284Amalia                      | —            | 1889年5月29日  | 尼斯         | 奧古斯特·卡洛斯                   |
| 小行星285Regina                      | —            | 1889年8月3日   | 尼斯         | 奧古斯特·卡洛斯                   |
| 小行星286Iclea                       | —            | 1889年8月3日   | 维也纳       | 約翰·帕利薩                       |
| 小行星287棺神星（Nephthys）          | —            | 1889年8月25日  | 克林顿       | 克里斯蒂安·亨利·弗里德里希·彼得斯 |
| 小行星288渌神星（Glauke）            | —            | 1890年2月20日  | 杜塞尔多夫   | 卡爾·特奧多爾·羅伯特·路德         |
| 小行星289Nenetta                     | —            | 1890年3月10日  | 尼斯         | 奧古斯特·卡洛斯                   |
| 小行星290Bruna                       | —            | 1890年3月20日  | 维也纳       | 約翰·帕利薩                       |
| 小行星291Alice                       | —            | 1890年4月25日  | 维也纳       | 約翰·帕利薩                       |
| 小行星292Ludovica                    | —            | 1890年4月25日  | 维也纳       | 約翰·帕利薩                       |
| 小行星293巴西星（Brasilia）          | —            | 1890年5月20日  | 尼斯         | 奧古斯特·卡洛斯                   |
| 小行星294Felicia                     | —            | 1890年7月15日  | 尼斯         | 奧古斯特·卡洛斯                   |
| 小行星295Theresia                    | —            | 1890年8月17日  | 维也纳       | 約翰·帕利薩                       |
| 小行星296灿神星（Phaëtusa）          | —            | 1890年8月19日  | 尼斯         | 奧古斯特·卡洛斯                   |
| 小行星297Caecilia                    | —            | 1890年9月9日   | 尼斯         | 奧古斯特·卡洛斯                   |
| 小行星298Baptistina                  | —            | 1890年9月9日   | 尼斯         | 奧古斯特·卡洛斯                   |
| 小行星299雷神星（Thora）             | —            | 1890年10月6日  | 维也纳       | 約翰·帕利薩                       |
| 小行星300Geraldina                   | —            | 1890年10月3日  | 尼斯         | 奧古斯特·卡洛斯                   |
| 301-400 [編輯]                       |              |                |              |                                   |
| 小行星301巴伐利亚星（Bavaria）       | —            | 1890年11月16日 | 维也纳       | 約翰·帕利薩                       |
| 小行星302Clarissa                    | —            | 1890年11月14日 | 尼斯         | 奧古斯特·卡洛斯                   |
| 小行星303Josephina                   | —            | 1891年2月12日  | 羅馬         | E. Millosevich                    |
| 小行星304Olga                        | —            | 1891年2月14日  | 维也纳       | 約翰·帕利薩                       |
| 小行星305Gordonia                    | —            | 1891年2月16日  | 尼斯         | 奧古斯特·卡洛斯                   |
| 小行星306Unitas                      | —            | 1891年3月1日   | 羅馬         | E. Millosevich                    |
| 小行星307胜神星（Nike）              | —            | 1891年3月5日   | 尼斯         | 奧古斯特·卡洛斯                   |
| 小行星308Polyxo                      | —            | 1891年3月31日  | 马赛         | 阿方斯·路易·尼古拉斯·包瑞利       |
| 小行星309谊神星（Fraternitas）       | —            | 1891年4月6日   | 维也纳       | 約翰·帕利薩                       |
| 小行星310Margarita                   | —            | 1891年5月16日  | 尼斯         | 奧古斯特·卡洛斯                   |
| 小行星311Claudia                     | —            | 1891年6月11日  | 尼斯         | 奧古斯特·卡洛斯                   |
| 小行星312Pierretta                   | —            | 1891年8月28日  | 尼斯         | 奧古斯特·卡洛斯                   |
| 小行星313迦勒底星（Chaldaea）        | —            | 1891年8月30日  | 维也纳       | 約翰·帕利薩                       |
| 小行星314Rosalia                     | —            | 1891年9月1日   | 尼斯         | 奧古斯特·卡洛斯                   |
| 小行星315定神星（Constantia）        | —            | 1891年9月4日   | 维也纳       | 約翰·帕利薩                       |
| 小行星316Goberta                     | —            | 1891年9月8日   | 尼斯         | 奧古斯特·卡洛斯                   |
| 小行星317Roxane                      | —            | 1891年9月11日  | 尼斯         | 奧古斯特·卡洛斯                   |
| 小行星318Magdalena                   | —            | 1891年9月24日  | 尼斯         | 奧古斯特·卡洛斯                   |
| 小行星319Leona                       | —            | 1891年10月8日  | 尼斯         | 奧古斯特·卡洛斯                   |
| 小行星320Katharina                   | —            | 1891年10月11日 | 维也纳       | 約翰·帕利薩                       |
| 小行星321Florentina                  | —            | 1891年10月15日 | 维也纳       | 約翰·帕利薩                       |
| 小行星322Phaeo                       | —            | 1891年11月27日 | 马赛         | 阿方斯·路易·尼古拉斯·包瑞利       |
| 小行星323布鲁西亚星（Brucia）        | —            | 1891年12月22日 | 海德堡       | 马克斯·沃夫                       |
| 小行星324斑贝格星（Bamberga）        | —            | 1892年2月25日  | 维也纳       | 約翰·帕利薩                       |
| 小行星325Heidelberga                 | —            | 1892年3月4日   | 海德堡       | 马克斯·沃夫                       |
| 小行星326塔瑪拉（Tamara）            | —            | 1892年3月19日  | 维也纳       | 約翰·帕利薩                       |
| 小行星327Columbia                    | —            | 1892年3月22日  | 尼斯         | 奧古斯特·卡洛斯                   |
| 小行星328Gudrun                      | —            | 1892年3月18日  | 海德堡       | 马克斯·沃夫                       |
| 小行星329Svea                        | —            | 1892年3月21日  | 海德堡       | 马克斯·沃夫                       |
| 小行星330Adalberta                   | A910 CB      | 1910年2月2日   | 海德堡       | 马克斯·沃夫                       |
| 小行星331Etheridgea                  | —            | 1892年4月1日   | 尼斯         | 奧古斯特·卡洛斯                   |
| 小行星332Siri                        | —            | 1892年3月19日  | 海德堡       | 马克斯·沃夫                       |
| 小行星333Badenia                     | 1892 A       | 1892年8月22日  | 海德堡       | 马克斯·沃夫                       |
| 小行星334Chicago                     | 1892 L       | 1892年8月23日  | 海德堡       | 马克斯·沃夫                       |
| 小行星335Roberta                     | 1892 C       | 1892年9月1日   | 海德堡       | A. Staus                          |
| 小行星336Lacadiera                   | 1892 D       | 1892年9月19日  | 尼斯         | 奧古斯特·卡洛斯                   |
| 小行星337Devosa                      | 1892 E       | 1892年9月22日  | 尼斯         | 奧古斯特·卡洛斯                   |
| 小行星338Budrosa                     | 1892 F       | 1892年9月25日  | 尼斯         | 奧古斯特·卡洛斯                   |
| 小行星339Dorothea                    | 1892 G       | 1892年9月25日  | 海德堡       | 马克斯·沃夫                       |
| 小行星340Eduarda                     | 1892 H       | 1892年9月25日  | 海德堡       | 马克斯·沃夫                       |
| 小行星341加利福尼亚星（California）  | 1892 J       | 1892年9月25日  | 海德堡       | 马克斯·沃夫                       |
| 小行星342眠神星（Endymion）          | 1892 K       | 1892年10月17日 | 海德堡       | 马克斯·沃夫                       |
| 小行星343苏神星（Ostara）            | 1892 N       | 1892年11月15日 | 海德堡       | 马克斯·沃夫                       |
| 小行星344Desiderata                  | 1892 M       | 1892年11月15日 | 尼斯         | 奧古斯特·卡洛斯                   |
| 小行星345Tercidina                   | 1892 O       | 1892年11月23日 | 尼斯         | 奧古斯特·卡洛斯                   |
| 小行星346Hermentaria                 | 1892 P       | 1892年11月25日 | 尼斯         | 奧古斯特·卡洛斯                   |
| 小行星347Pariana                     | 1892 Q       | 1892年11月28日 | 尼斯         | 奧古斯特·卡洛斯                   |
| 小行星348May                         | 1892 R       | 1892年11月28日 | 尼斯         | 奧古斯特·卡洛斯                   |
| 小行星349Dembowska                   | 1892 T       | 1892年12月9日  | 尼斯         | 奧古斯特·卡洛斯                   |
| 小行星350Ornamenta                   | 1892 U       | 1892年12月14日 | 尼斯         | 奧古斯特·卡洛斯                   |
| 小行星351Yrsa                        | 1892 V       | 1892年12月16日 | 海德堡       | 马克斯·沃夫                       |
| 小行星352Gisela                      | 1893 B       | 1893年1月12日  | 海德堡       | 马克斯·沃夫                       |
| 小行星353Ruperto-Carola              | 1893 F       | 1893年1月16日  | 海德堡       | 马克斯·沃夫                       |
| 小行星354Eleonora                    | 1893 A       | 1893年1月17日  | 尼斯         | 奧古斯特·卡洛斯                   |
| 小行星355Gabriella                   | 1893 E       | 1893年1月20日  | 尼斯         | 奧古斯特·卡洛斯                   |
| 小行星356Liguria                     | 1893 G       | 1893年1月21日  | 尼斯         | 奧古斯特·卡洛斯                   |
| 小行星357Ninina                      | 1893 J       | 1893年2月11日  | 尼斯         | 奧古斯特·卡洛斯                   |
| 小行星358Apollonia                   | 1893 K       | 1893年3月8日   | 尼斯         | 奧古斯特·卡洛斯                   |
| 小行星359Georgia                     | 1893 M       | 1893年3月10日  | 尼斯         | 奧古斯特·卡洛斯                   |
| 小行星360Carlova                     | 1893 N       | 1893年3月11日  | 尼斯         | 奧古斯特·卡洛斯                   |
| 小行星361Bononia                     | 1893 P       | 1893年3月11日  | 尼斯         | 奧古斯特·卡洛斯                   |
| 小行星362Havnia                      | 1893 R       | 1893年3月12日  | 尼斯         | 奧古斯特·卡洛斯                   |
| 小行星363Padua                       | 1893 S       | 1893年3月17日  | 尼斯         | 奧古斯特·卡洛斯                   |
| 小行星364Isara                       | 1893 T       | 1893年3月19日  | 尼斯         | 奧古斯特·卡洛斯                   |
| 小行星365Corduba                     | 1893 V       | 1893年3月21日  | 尼斯         | 奧古斯特·卡洛斯                   |
| 小行星366Vincentina                  | 1893 W       | 1893年3月21日  | 尼斯         | 奧古斯特·卡洛斯                   |
| 小行星367Amicitia                    | 1893 AA      | 1893年5月19日  | 尼斯         | 奧古斯特·卡洛斯                   |
| 小行星368Haidea                      | 1893 AB      | 1893年5月19日  | 尼斯         | 奧古斯特·卡洛斯                   |
| 小行星369Aëria                       | 1893 AE      | 1893年7月4日   | 马赛         | 阿方斯·路易·尼古拉斯·包瑞利       |
| 小行星370Modestia                    | 1893 AC      | 1893年7月14日  | 尼斯         | 奧古斯特·卡洛斯                   |
| 小行星371Bohemia                     | 1893 AD      | 1893年7月16日  | 尼斯         | 奧古斯特·卡洛斯                   |
| 小行星372Palma                       | 1893 AH      | 1893年8月19日  | 尼斯         | 奧古斯特·卡洛斯                   |
| 小行星373Melusina                    | 1893 AJ      | 1893年9月15日  | 尼斯         | 奧古斯特·卡洛斯                   |
| 小行星374Burgundia                   | 1893 AK      | 1893年9月18日  | 尼斯         | 奧古斯特·卡洛斯                   |
| 小行星375Ursula                      | 1893 AL      | 1893年9月18日  | 尼斯         | 奧古斯特·卡洛斯                   |
| 小行星376Geometria                   | 1893 AM      | 1893年9月18日  | 尼斯         | 奧古斯特·卡洛斯                   |
| 小行星377Campania                    | 1893 AN      | 1893年9月20日  | 尼斯         | 奧古斯特·卡洛斯                   |
| 小行星378Holmia                      | 1893 AP      | 1893年12月6日  | 尼斯         | 奧古斯特·卡洛斯                   |
| 小行星379Huenna                      | 1894 AQ      | 1894年1月8日   | 尼斯         | 奧古斯特·卡洛斯                   |
| 小行星380Fiducia                     | 1894 AR      | 1894年1月8日   | 尼斯         | 奧古斯特·卡洛斯                   |
| 小行星381没女星（Myrrha）            | 1894 AS      | 1894年1月10日  | 尼斯         | 奧古斯特·卡洛斯                   |
| 小行星382Dodona                      | 1894 AT      | 1894年1月29日  | 尼斯         | 奧古斯特·卡洛斯                   |
| 小行星383Janina                      | 1894 AU      | 1894年1月29日  | 尼斯         | 奧古斯特·卡洛斯                   |
| 小行星384Burdigala                   | 1894 AV      | 1894年2月11日  | 波尔多       | F. Courty                         |
| 小行星385自然女神星（Ilmatar）       | 1894 AX      | 1894年3月1日   | 海德堡       | 马克斯·沃夫                       |
| 小行星386Siegena                     | 1894 AY      | 1894年3月1日   | 海德堡       | 马克斯·沃夫                       |
| 小行星387Aquitania                   | 1894 AZ      | 1894年3月5日   | 波尔多       | F. Courty                         |
| 小行星388Charybdis                   | 1894 BA      | 1894年3月7日   | 尼斯         | 奧古斯特·卡洛斯                   |
| 小行星389Industria                   | 1894 BB      | 1894年3月8日   | 尼斯         | 奧古斯特·卡洛斯                   |
| 小行星390Alma                        | 1894 BC      | 1894年3月24日  | 巴黎         | 紀堯姆·比古爾丹                   |
| 小行星391Ingeborg                    | 1894 BE      | 1894年11月1日  | 海德堡       | 马克斯·沃夫                       |
| 小行星392Wilhelmina                  | 1894 BF      | 1894年11月4日  | 海德堡       | 马克斯·沃夫                       |
| 小行星393耀神星（Lampetia）          | 1894 BG      | 1894年11月4日  | 海德堡       | 马克斯·沃夫                       |
| 小行星394森神星（Arduina）           | 1894 BH      | 1894年11月19日 | 马赛         | 阿方斯·路易·尼古拉斯·包瑞利       |
| 小行星395Delia                       | 1894 BK      | 1894年11月30日 | 尼斯         | 奧古斯特·卡洛斯                   |
| 小行星396风王星（Aeolia）            | 1894 BL      | 1894年12月1日  | 尼斯         | 奧古斯特·卡洛斯                   |
| 小行星397维也纳星（Vienna）          | 1894 BM      | 1894年12月19日 | 尼斯         | 奧古斯特·卡洛斯                   |
| 小行星398籽神星（Admete）            | 1894 BN      | 1894年12月28日 | 尼斯         | 奧古斯特·卡洛斯                   |
| 小行星399Persephone                  | 1895 BP      | 1895年2月23日  | 海德堡       | 马克斯·沃夫                       |
| 小行星400Ducrosa                     | 1895 BU      | 1895年3月15日  | 尼斯         | 奧古斯特·卡洛斯                   |
| 401-500 [編輯]                       |              |                |              |                                   |
| 小行星401Ottilia                     | 1895 BT      | 1895年3月16日  | 海德堡       | 马克斯·沃夫                       |
| 小行星402苗神星（Chloë）             | 1895 BW      | 1895年3月21日  | 尼斯         | 奧古斯特·卡洛斯                   |
| 小行星403湖神星（Cyane）             | 1895 BX      | 1895年5月18日  | 尼斯         | 奧古斯特·卡洛斯                   |
| 小行星404Arsinoë                     | 1895 BY      | 1895年6月20日  | 尼斯         | 奧古斯特·卡洛斯                   |
| 小行星405Thia                        | 1895 BZ      | 1895年7月23日  | 尼斯         | 奧古斯特·卡洛斯                   |
| 小行星406妙女星（Erna）              | 1895 CB      | 1895年8月22日  | 尼斯         | 奧古斯特·卡洛斯                   |
| 小行星407蛛女星（Arachne）           | 1895 CC      | 1895年10月13日 | 海德堡       | 马克斯·沃夫                       |
| 小行星408聞神星（Fama）              | 1895 CD      | 1895年10月13日 | 海德堡       | 马克斯·沃夫                       |
| 小行星409妓女星（Aspasia）           | 1895 CE      | 1895年12月9日  | 尼斯         | 奧古斯特·卡洛斯                   |
| 小行星410自然精靈星（Chloris）       | 1896 CH      | 1896年1月7日   | 尼斯         | 奧古斯特·卡洛斯                   |
| 小行星411Xanthe                      | 1896 CJ      | 1896年1月7日   | 尼斯         | 奧古斯特·卡洛斯                   |
| 小行星412Elisabetha                  | 1896 CK      | 1896年1月7日   | 海德堡       | 马克斯·沃夫                       |
| 小行星413Edburga                     | 1896 CL      | 1896年1月7日   | 海德堡       | 马克斯·沃夫                       |
| 小行星414Liriope                     | 1896 CN      | 1896年1月16日  | 尼斯         | 奧古斯特·卡洛斯                   |
| 小行星415Palatia                     | 1896 CO      | 1896年2月7日   | 海德堡       | 马克斯·沃夫                       |
| 小行星416Vaticana                    | 1896 CS      | 1896年5月4日   | 尼斯         | 奧古斯特·卡洛斯                   |
| 小行星417Suevia                      | 1896 CT      | 1896年5月6日   | 海德堡       | 马克斯·沃夫                       |
| 小行星418Alemannia                   | 1896 CV      | 1896年9月7日   | 海德堡       | 马克斯·沃夫                       |
| 小行星419Aurelia                     | 1896 CW      | 1896年9月7日   | 海德堡       | 马克斯·沃夫                       |
| 小行星420Bertholda                   | 1896 CY      | 1896年9月7日   | 海德堡       | 马克斯·沃夫                       |
| 小行星421Zähringia                   | 1896 CZ      | 1896年9月7日   | 海德堡       | 马克斯·沃夫                       |
| 小行星422Berolina                    | 1896 DA      | 1896年10月8日  | 柏林         | 卡爾·古斯塔夫·伊特                |
| 小行星423Diotima                     | 1896 DB      | 1896年12月7日  | 尼斯         | 奧古斯特·卡洛斯                   |
| 小行星424Gratia                      | 1896 DF      | 1896年12月31日 | 尼斯         | 奧古斯特·卡洛斯                   |
| 小行星425Cornelia                    | 1896 DC      | 1896年12月28日 | 尼斯         | 奧古斯特·卡洛斯                   |
| 小行星426Hippo                       | 1897 DH      | 1897年8月25日  | 尼斯         | 奧古斯特·卡洛斯                   |
| 小行星427Galene                      | 1897 DJ      | 1897年8月27日  | 尼斯         | 奧古斯特·卡洛斯                   |
| 小行星428Monachia                    | 1897 DK      | 1897年11月18日 | 慕尼黑       | W. Villiger                       |
| 小行星429莲精星（Lotis）             | 1897 DL      | 1897年11月23日 | 尼斯         | 奧古斯特·卡洛斯                   |
| 小行星430傲神星（Hybris）            | 1897 DM      | 1897年12月18日 | 尼斯         | 奧古斯特·卡洛斯                   |
| 小行星431云神星（Nephele）           | 1897 DN      | 1897年12月18日 | 尼斯         | 奧古斯特·卡洛斯                   |
| 小行星432谕女星（Pythia）            | 1897 DO      | 1897年12月18日 | 尼斯         | 奧古斯特·卡洛斯                   |
| 小行星433爱神星                      | 1898 DQ      | 1898年 8月13日 | 柏林         | 卡爾·古斯塔夫·伊特                |
| 小行星434匈牙利星（Hungaria）        | 1898 DR      | 1898年9月11日  | 海德堡       | 马克斯·沃夫                       |
| 小行星435Ella                        | 1898 DS      | 1898年9月11日  | 海德堡       | 马克斯·沃夫、阿诺德·施瓦斯曼      |
| 小行星436Patricia                    | 1898 DT      | 1898年9月13日  | 海德堡       | 马克斯·沃夫、阿诺德·施瓦斯曼      |
| 小行星437Rhodia                      | 1898 DP      | 1898年7月16日  | 尼斯         | 奧古斯特·卡洛斯                   |
| 小行星438Zeuxo                       | 1898 DU      | 1898年11月8日  | 尼斯         | 奧古斯特·卡洛斯                   |
| 小行星439Ohio                        | 1898 EB      | 1898年10月13日 | 汉密尔顿山   | 埃德溫·福士特·柯丁頓              |
| 小行星440Theodora                    | 1898 EC      | 1898年10月13日 | 汉密尔顿山   | 埃德溫·福士特·柯丁頓              |
| 小行星441Bathilde                    | 1898 ED      | 1898年12月8日  | 尼斯         | 奧古斯特·卡洛斯                   |
| 小行星442Eichsfeldia                 | 1899 EE      | 1899年2月15日  | 海德堡       | 马克斯·沃夫、阿诺德·施瓦斯曼      |
| 小行星443Photographica               | 1899 EF      | 1899年2月17日  | 海德堡       | 马克斯·沃夫、阿诺德·施瓦斯曼      |
| 小行星444Gyptis                      | 1899 EL      | 1899年3月31日  | 马赛         | 耶羅姆·尤金·科吉亞                |
| 小行星445Edna                        | 1899 EX      | 1899年10月2日  | 汉密尔顿山   | 埃德溫·福士特·柯丁頓              |
| 小行星446恆神星（Aeternitas）        | 1899 ER      | 1899年10月27日 | 海德堡       | 马克斯·沃夫、阿诺德·施瓦斯曼      |
| 小行星447Valentine                   | 1899 ES      | 1899年10月27日 | 海德堡       | 马克斯·沃夫、阿诺德·施瓦斯曼      |
| 小行星448Natalie                     | 1899 ET      | 1899年10月27日 | 海德堡       | 马克斯·沃夫、阿诺德·施瓦斯曼      |
| 小行星449Hamburga                    | 1899 EU      | 1899年10月31日 | 海德堡       | 马克斯·沃夫、阿诺德·施瓦斯曼      |
| 小行星450Brigitta                    | 1899 EV      | 1899年10月10日 | 海德堡       | 马克斯·沃夫、阿诺德·施瓦斯曼      |
| 小行星451忍神星（Patientia）         | 1899 EY      | 1899年12月4日  | 尼斯         | 奧古斯特·卡洛斯                   |
| 小行星452Hamiltonia                  | 1899 FD      | 1899年12月6日  | 汉密尔顿山   | J. E. Keeler                      |
| 小行星453Tea                         | 1900 FA      | 1900年2月22日  | 尼斯         | 奧古斯特·卡洛斯                   |
| 小行星454数学星（Mathesis）          | 1900 FC      | 1900年3月28日  | 海德堡       | 阿诺德·施瓦斯曼                   |
| 小行星455Bruchsalia                  | 1900 FG      | 1900年5月22日  | 海德堡       | 马克斯·沃夫、阿诺德·施瓦斯曼      |
| 小行星456Abnoba                      | 1900 FH      | 1900年6月4日   | 海德堡       | 马克斯·沃夫、阿诺德·施瓦斯曼      |
| 小行星457Alleghenia                  | 1900 FJ      | 1900年9月15日  | 海德堡       | 马克斯·沃夫、阿诺德·施瓦斯曼      |
| 小行星458Hercynia                    | 1900 FK      | 1900年9月21日  | 海德堡       | 马克斯·沃夫、阿诺德·施瓦斯曼      |
| 小行星459Signe                       | 1900 FM      | 1900年10月22日 | 海德堡       | 马克斯·沃夫                       |
| 小行星460Scania                      | 1900 FN      | 1900年10月22日 | 海德堡       | 马克斯·沃夫                       |
| 小行星461Saskia                      | 1900 FP      | 1900年10月22日 | 海德堡       | 马克斯·沃夫                       |
| 小行星462Eriphyla                    | 1900 FQ      | 1900年10月22日 | 海德堡       | 马克斯·沃夫                       |
| 小行星463Lola                        | 1900 FS      | 1900年10月31日 | 海德堡       | 马克斯·沃夫                       |
| 小行星464Megaira                     | 1901 FV      | 1901年1月9日   | 海德堡       | 马克斯·沃夫                       |
| 小行星465Alekto                      | 1901 FW      | 1901年1月13日  | 海德堡       | 马克斯·沃夫                       |
| 小行星466Tisiphone                   | 1901 FX      | 1901年1月17日  | 海德堡       | 马克斯·沃夫、路易吉·卡內拉        |
| 小行星467Laura                       | 1901 FY      | 1901年1月9日   | 海德堡       | 马克斯·沃夫                       |
| 小行星468Lina                        | 1901 FZ      | 1901年1月18日  | 海德堡       | 马克斯·沃夫                       |
| 小行星469Argentina                   | 1901 GE      | 1901年2月20日  | 海德堡       | 路易吉·卡內拉                     |
| 小行星470Kilia                       | 1901 GJ      | 1901年4月21日  | 海德堡       | 路易吉·卡內拉                     |
| 小行星471Papagena                    | 1901 GN      | 1901年6月7日   | 海德堡       | 马克斯·沃夫                       |
| 小行星472Roma                        | 1901 GP      | 1901年7月11日  | 海德堡       | 路易吉·卡內拉                     |
| 小行星473Nolli                       | 1901 GC      | 1901年2月13日  | 海德堡       | 马克斯·沃夫                       |
| 小行星474Prudentia                   | 1901 GD      | 1901年2月13日  | 海德堡       | 马克斯·沃夫                       |
| 小行星475Ocllo                       | 1901 HN      | 1901年8月14日  | 阿雷基帕     | D. Stewart                        |
| 小行星476Hedwig                      | 1901 GQ      | 1901年8月17日  | 海德堡       | 路易吉·卡內拉                     |
| 小行星477Italia                      | 1901 GR      | 1901年8月23日  | 海德堡       | 路易吉·卡內拉                     |
| 小行星478Tergeste                    | 1901 GU      | 1901年9月21日  | 海德堡       | 路易吉·卡內拉                     |
| 小行星479Caprera                     | 1901 HJ      | 1901年11月12日 | 海德堡       | 路易吉·卡內拉                     |
| 小行星480Hansa                       | 1901 GL      | 1901年5月21日  | 海德堡       | 马克斯·沃夫、路易吉·卡內拉        |
| 小行星481Emita                       | 1902 HP      | 1902年2月12日  | 海德堡       | 路易吉·卡內拉                     |
| 小行星482Petrina                     | 1902 HT      | 1902年3月3日   | 海德堡       | 马克斯·沃夫                       |
| 小行星483Seppina                     | 1902 HU      | 1902年3月4日   | 海德堡       | 马克斯·沃夫                       |
| 小行星484Pittsburghia                | 1902 HX      | 1902年4月29日  | 海德堡       | 马克斯·沃夫                       |
| 小行星485Genua                       | 1902 HZ      | 1902年5月7日   | 海德堡       | 路易吉·卡內拉                     |
| 小行星486Cremona                     | 1902 JB      | 1902年5月11日  | 海德堡       | 路易吉·卡內拉                     |
| 小行星487Venetia                     | 1902 JL      | 1902年7月9日   | 海德堡       | 路易吉·卡內拉                     |
| 小行星488Kreusa                      | 1902 JG      | 1902年6月26日  | 海德堡       | 马克斯·沃夫、路易吉·卡內拉        |
| 小行星489Comacina                    | 1902 JM      | 1902年9月2日   | 海德堡       | 路易吉·卡內拉                     |
| 小行星490Veritas                     | 1902 JP      | 1902年9月3日   | 海德堡       | 马克斯·沃夫                       |
| 小行星491Carina                      | 1902 JQ      | 1902年9月3日   | 海德堡       | 马克斯·沃夫                       |
| 小行星492Gismonda                    | 1902 JR      | 1902年9月3日   | 海德堡       | 马克斯·沃夫                       |
| 小行星493Griseldis                   | 1902 JS      | 1902年9月7日   | 海德堡       | 马克斯·沃夫                       |
| 小行星494Virtus                      | 1902 JV      | 1902年10月7日  | 海德堡       | 马克斯·沃夫                       |
| 小行星495Eulalia                     | 1902 KG      | 1902年10月25日 | 海德堡       | 马克斯·沃夫                       |
| 小行星496Gryphia                     | 1902 KH      | 1902年10月25日 | 海德堡       | 马克斯·沃夫                       |
| 小行星497Iva                         | 1902 KJ      | 1902年11月4日  | 海德堡       | 雷蒙·史密斯·杜根                  |
| 小行星498Tokio                       | 1902 KU      | 1902年12月2日  | 尼斯         | 奧古斯特·卡洛斯                   |
| 小行星499Venusia                     | 1902 KX      | 1902年12月24日 | 海德堡       | 马克斯·沃夫                       |
| 小行星500Selinur                     | 1903 LA      | 1903年1月16日  | 海德堡       | 马克斯·沃夫                       |
| 501-600 [編輯]                       |              |                |              |                                   |
| 小行星501Urhixidur                   | 1903 LB      | 1903年1月18日  | 海德堡       | 馬克斯·沃夫                       |
| 小行星502Sigune                      | 1903 LC      | 1903年1月19日  | 海德堡       | 馬克斯·沃夫                       |
| 小行星503Evelyn                      | 1903 LF      | 1903年1月19日  | 海德堡       | 雷蒙·史密斯·杜根                  |
| 小行星504Cora                        | 1902 LK      | 1902年6月30日  | 阿雷基帕     | S. I. Bailey                      |
| 小行星505Cava                        | 1902 LL      | 1902年8月21日  | 阿雷基帕     | R. H. Frost                       |
| 小行星506Marion                      | 1903 LN      | 1903年2月17日  | 海德堡       | 雷蒙·史密斯·杜根                  |
| 小行星507Laodica                     | 1903 LO      | 1903年2月19日  | 海德堡       | 雷蒙·史密斯·杜根                  |
| 小行星508Princetonia                 | 1903 LQ      | 1903年4月20日  | 海德堡       | 雷蒙·史密斯·杜根                  |
| 小行星509Iolanda                     | 1903 LR      | 1903年4月28日  | 海德堡       | 马克斯·沃夫                       |
| 小行星510Mabella                     | 1903 LT      | 1903年5月20日  | 海德堡       | 雷蒙·史密斯·杜根                  |
| 小行星511戴维星                      | 1903 LU      | 1903年5月30日  | 海德堡       | 雷蒙·史密斯·杜根                  |
| 小行星512Taurinensis                 | 1903 LV      | 1903年6月23日  | 海德堡       | 马克斯·沃夫                       |
| 小行星513Centesima                   | 1903 LY      | 1903年8月24日  | 海德堡       | 馬克斯·沃夫                       |
| 小行星514Armida                      | 1903 MB      | 1903年8月24日  | 海德堡       | 馬克斯·沃夫                       |
| 小行星515Athalia                     | 1903 ME      | 1903年9月20日  | 海德堡       | 馬克斯·沃夫                       |
| 小行星516Amherstia                   | 1903 MG      | 1903年9月20日  | 海德堡       | 雷蒙·史密斯·杜根                  |
| 小行星517Edith                       | 1903 MH      | 1903年9月22日  | 海德堡       | 雷蒙·史密斯·杜根                  |
| 小行星518Halawe                      | 1903 MO      | 1903年10月20日 | 海德堡       | 雷蒙·史密斯·杜根                  |
| 小行星519Sylvania                    | 1903 MP      | 1903年10月20日 | 海德堡       | 雷蒙·史密斯·杜根                  |
| 小行星520Franziska                   | 1903 MV      | 1903年10月27日 | 海德堡       | 马克斯·沃夫、保羅·格茨            |
| 小行星521Brixia                      | 1904 NB      | 1904年1月10日  | 海德堡       | 雷蒙·史密斯·杜根                  |
| 小行星522Helga                       | 1904 NC      | 1904年1月10日  | 海德堡       | 马克斯·沃夫                       |
| 小行星523Ada                         | 1904 ND      | 1904年1月27日  | 海德堡       | 雷蒙·史密斯·杜根                  |
| 小行星524Fidelio                     | 1904 NN      | 1904年3月14日  | 海德堡       | 马克斯·沃夫                       |
| 小行星525Adelaide                    | 1908 EKa     | 1908年10月21日 | 汤顿         | 喬爾·梅特卡夫                     |
| 小行星526Jena                        | 1904 NQ      | 1904年3月14日  | 海德堡       | 马克斯·沃夫                       |
| 小行星527Euryanthe                   | 1904 NR      | 1904年3月20日  | 海德堡       | 馬克斯·沃夫                       |
| 小行星528Rezia                       | 1904 NS      | 1904年3月20日  | 海德堡       | 馬克斯·沃夫                       |
| 小行星529Preziosa                    | 1904 NT      | 1904年3月20日  | 海德堡       | 馬克斯·沃夫                       |
| 小行星530Turandot                    | 1904 NV      | 1904年4月11日  | 海德堡       | 馬克斯·沃夫                       |
| 小行星531Zerlina                     | 1904 NW      | 1904年4月12日  | 海德堡       | 馬克斯·沃夫                       |
| 小行星532大力神星（Herculina）       | 1904 NY      | 1904年4月20日  | 海德堡       | 馬克斯·沃夫                       |
| 小行星533Sara                        | 1904 NZ      | 1904年4月19日  | 海德堡       | 雷蒙·史密斯·杜根                  |
| 小行星534Nassovia                    | 1904 OA      | 1904年4月19日  | 海德堡       | 雷蒙·史密斯·杜根                  |
| 小行星535Montague                    | 1904 OC      | 1904年5月7日   | 海德堡       | 雷蒙·史密斯·杜根                  |
| 小行星536Merapi                      | 1904 OF      | 1904年5月11日  | 華盛頓       | 喬治·亨利·彼得斯                  |
| 小行星537Pauly                       | 1904 OG      | 1904年7月7日   | 尼斯         | 奧古斯特·沙盧瓦                   |
| 小行星538Friederike                  | 1904 OK      | 1904年7月18日  | 海德堡       | 保羅·格茨                         |
| 小行星539Pamina                      | 1904 OL      | 1904年8月2日   | 海德堡       | 马克斯·沃夫                       |
| 小行星540Rosamunde                   | 1904 ON      | 1904年8月3日   | 海德堡       | 馬克斯·沃夫                       |
| 小行星541Deborah                     | 1904 OO      | 1904年8月4日   | 海德堡       | 馬克斯·沃夫                       |
| 小行星542Susanna                     | 1904 OQ      | 1904年8月15日  | 海德堡       | 保羅·格茨、奧古斯特·科普夫        |
| 小行星543Charlotte                   | 1904 OT      | 1904年9月11日  | 海德堡       | 保羅·格茨                         |
| 小行星544Jetta                       | 1904 OU      | 1904年9月11日  | 海德堡       | 保羅·格茨                         |
| 小行星545Messalina                   | 1904 OY      | 1904年10月3日  | 海德堡       | 保羅·格茨                         |
| 小行星546Herodias                    | 1904 PA      | 1904年10月10日 | 海德堡       | 保羅·格茨                         |
| 小行星547Praxedis                    | 1904 PB      | 1904年10月14日 | 海德堡       | 保羅·格茨                         |
| 小行星548Kressida                    | 1904 PC      | 1904年10月14日 | 海德堡       | 保羅·格茨                         |
| 小行星549Jessonda                    | 1904 PK      | 1904年11月15日 | 海德堡       | 马克斯·沃夫                       |
| 小行星550Senta                       | 1904 PL      | 1904年11月16日 | 海德堡       | 馬克斯·沃夫                       |
| 小行星551Ortrud                      | 1904 PM      | 1904年11月16日 | 海德堡       | 馬克斯·沃夫                       |
| 小行星552Sigelinde                   | 1904 PO      | 1904年12月14日 | 海德堡       | 馬克斯·沃夫                       |
| 小行星553Kundry                      | 1904 PP      | 1904年12月27日 | 海德堡       | 馬克斯·沃夫                       |
| 小行星554Peraga                      | 1905 PS      | 1905年1月8日   | 海德堡       | 保羅·格茨                         |
| 小行星555Norma                       | 1905 PT      | 1905年1月14日  | 海德堡       | 马克斯·沃夫                       |
| 小行星556Phyllis                     | 1905 PW      | 1905年1月8日   | 海德堡       | 保羅·格茨                         |
| 小行星557Violetta                    | 1905 PY      | 1905年1月26日  | 海德堡       | 马克斯·沃夫                       |
| 小行星558Carmen                      | 1905 QB      | 1905年2月9日   | 海德堡       | 馬克斯·沃夫                       |
| 小行星559Nanon                       | 1905 QD      | 1905年3月8日   | 海德堡       | 馬克斯·沃夫                       |
| 小行星560Delila                      | 1905 QF      | 1905年3月13日  | 海德堡       | 馬克斯·沃夫                       |
| 小行星561Ingwelde                    | 1905 QG      | 1905年3月26日  | 海德堡       | 馬克斯·沃夫                       |
| 小行星562Salome                      | 1905 QH      | 1905年4月3日   | 海德堡       | 馬克斯·沃夫                       |
| 小行星563Suleika                     | 1905 QK      | 1905年4月6日   | 海德堡       | 保羅·格茨                         |
| 小行星564Dudu                        | 1905 QM      | 1905年5月9日   | 海德堡       | 保羅·格茨                         |
| 小行星565Marbachia                   | 1905 QN      | 1905年5月9日   | 海德堡       | 马克斯·沃夫                       |
| 小行星566立體鏡星（Stereoskopia）    | 1905 QO      | 1905年5月28日  | 海德堡       | 保羅·格茨                         |
| 小行星567Eleutheria                  | 1905 QP      | 1905年5月28日  | 海德堡       | 保羅·格茨                         |
| 小行星568Cheruskia                   | 1905 QS      | 1905年7月26日  | 海德堡       | 保羅·格茨                         |
| 小行星569Misa                        | 1905 QT      | 1905年7月27日  | 维也纳       | 約翰·帕利薩                       |
| 小行星570Kythera                     | 1905 QX      | 1905年7月30日  | 海德堡       | 马克斯·沃夫                       |
| 小行星571Dulcinea                    | 1905 QZ      | 1905年9月4日   | 海德堡       | 保羅·格茨                         |
| 小行星572Rebekka                     | 1905 RB      | 1905年9月19日  | 海德堡       | 保羅·格茨                         |
| 小行星573Recha                       | 1905 RC      | 1905年9月19日  | 海德堡       | 马克斯·沃夫                       |
| 小行星574Reginhild                   | 1905 RD      | 1905年9月19日  | 海德堡       | 馬克斯·沃夫                       |
| 小行星575Renate                      | 1905 RE      | 1905年9月19日  | 海德堡       | 馬克斯·沃夫                       |
| 小行星576Emanuela                    | 1905 RF      | 1905年9月22日  | 海德堡       | 保羅·格茨                         |
| 小行星577母神星（Rhea）              | 1905 RH      | 1905年10月20日 | 海德堡       | 马克斯·沃夫                       |
| 小行星578Happelia                    | 1905 RZ      | 1905年11月1日  | 海德堡       | 馬克斯·沃夫                       |
| 小行星579Sidonia                     | 1905 SD      | 1905年11月3日  | 海德堡       | 奧古斯特·科普夫                   |
| 小行星580月女星（Selene）            | 1905 SE      | 1905年12月17日 | 海德堡       | 马克斯·沃夫                       |
| 小行星581Tauntonia                   | 1905 SH      | 1905年12月24日 | 汤顿         | 喬爾·梅特卡夫                     |
| 小行星582Olympia                     | 1906 SO      | 1906年1月23日  | 海德堡       | 奧古斯特·科普夫                   |
| 小行星583Klotilde                    | 1905 SP      | 1905年12月31日 | 维也纳       | 約翰·帕利薩                       |
| 小行星584Semiramis                   | 1906 SY      | 1906年1月15日  | 海德堡       | 奧古斯特·科普夫                   |
| 小行星585Bilkis                      | 1906 TA      | 1906年2月16日  | 海德堡       | 奧古斯特·科普夫                   |
| 小行星586Thekla                      | 1906 TC      | 1906年2月21日  | 海德堡       | 马克斯·沃夫                       |
| 小行星587Hypsipyle                   | 1906 TF      | 1906年2月22日  | 海德堡       | 馬克斯·沃夫                       |
| 小行星588勇士星（Achilles）          | 1906 TG      | 1906年2月22日  | 海德堡       | 馬克斯·沃夫                       |
| 小行星589Croatia                     | 1906 TM      | 1906年3月3日   | 海德堡       | 奧古斯特·科普夫                   |
| 小行星590Tomyris                     | 1906 TO      | 1906年3月4日   | 海德堡       | 马克斯·沃夫                       |
| 小行星591Irmgard                     | 1906 TP      | 1906年3月14日  | 海德堡       | 奧古斯特·科普夫                   |
| 小行星592Bathseba                    | 1906 TS      | 1906年3月18日  | 海德堡       | 马克斯·沃夫                       |
| 小行星593Titania                     | 1906 TT      | 1906年3月20日  | 海德堡       | 奧古斯特·科普夫                   |
| 小行星594Mireille                    | 1906 TW      | 1906年3月27日  | 海德堡       | 马克斯·沃夫                       |
| 小行星595Polyxena                    | 1906 TZ      | 1906年3月27日  | 海德堡       | 奧古斯特·科普夫                   |
| 小行星596Scheila                     | 1906 UA      | 1906年2月21日  | 海德堡       | 奧古斯特·科普夫                   |
| 小行星597Bandusia                    | 1906 UB      | 1906年4月16日  | 海德堡       | 马克斯·沃夫                       |
| 小行星598Octavia                     | 1906 UC      | 1906年4月13日  | 海德堡       | 馬克斯·沃夫                       |
| 小行星599Luisa                       | 1906 UJ      | 1906年4月25日  | 汤顿         | 喬爾·梅特卡夫                     |
| 小行星600Musa                        | 1906 UM      | 1906年6月14日  | 汤顿         | 喬爾·梅特卡夫                     |
| 601-700 [編輯]                       |              |                |              |                                   |
| 小行星601Nerthus                     | 1906 UN      | 1906年6月21日  | 海德堡       | 马克斯·沃夫                       |
| 小行星602Marianna                    | 1906 TE      | 1906年2月16日  | 汤顿         | 喬爾·梅特卡夫                     |
| 小行星603Timandra                    | 1906 TJ      | 1906年2月16日  | 汤顿         | 喬爾·梅特卡夫                     |
| 小行星604Tekmessa                    | 1906 TK      | 1906年2月16日  | 汤顿         | 喬爾·梅特卡夫                     |
| 小行星605Juvisia                     | 1906 UU      | 1906年8月27日  | 海德堡       | 马克斯·沃夫                       |
| 小行星606Brangäne                    | 1906 VB      | 1906年9月18日  | 海德堡       | 奧古斯特·科普夫                   |
| 小行星607Jenny                       | 1906 VC      | 1906年9月18日  | 海德堡       | 奧古斯特·科普夫                   |
| 小行星608Adolfine                    | 1906 VD      | 1906年9月18日  | 海德堡       | 奧古斯特·科普夫                   |
| 小行星609Fulvia                      | 1906 VF      | 1906年9月24日  | 海德堡       | 马克斯·沃夫                       |
| 小行星610Valeska                     | 1906 VK      | 1906年9月26日  | 海德堡       | 马克斯·沃夫                       |
| 小行星611Valeria                     | 1906 VL      | 1906年9月24日  | 汤顿         | 喬爾·梅特卡夫                     |
| 小行星612Veronika                    | 1906 VN      | 1906年10月8日  | 海德堡       | 奧古斯特·科普夫                   |
| 小行星613Ginevra                     | 1906 VP      | 1906年10月11日 | 海德堡       | 奧古斯特·科普夫                   |
| 小行星614Pia                         | 1906 VQ      | 1906年10月11日 | 海德堡       | 奧古斯特·科普夫                   |
| 小行星615Roswitha                    | 1906 VR      | 1906年10月11日 | 海德堡       | 奧古斯特·科普夫                   |
| 小行星616Elly                        | 1906 VT      | 1906年10月17日 | 海德堡       | 奧古斯特·科普夫                   |
| 小行星617帕特洛克鲁斯星（Patroclus） | 1906 VY      | 1906年10月17日 | 海德堡       | 奧古斯特·科普夫                   |
| 小行星618Elfriede                    | 1906 VZ      | 1906年10月17日 | 海德堡       | K. Lohnert                        |
| 小行星619Triberga                    | 1906 WC      | 1906年10月22日 | 海德堡       | 奧古斯特·科普夫                   |
| 小行星620Drakonia                    | 1906 WE      | 1906年10月26日 | 汤顿         | 喬爾·梅特卡夫                     |
| 小行星621Werdandi                    | 1906 WJ      | 1906年11月11日 | 海德堡       | 奧古斯特·科普夫                   |
| 小行星622Esther                      | 1906 WP      | 1906年11月13日 | 汤顿         | 喬爾·梅特卡夫                     |
| 小行星623喷火怪星（Chimaera）        | 1907 XJ      | 1907年1月22日  | 海德堡       | K. Lohnert                        |
| 小行星624赫克托星（Hektor）          | 1907 XM      | 1907年2月10日  | 海德堡       | 奧古斯特·科普夫                   |
| 小行星625Xenia                       | 1907 XN      | 1907年2月11日  | 海德堡       | 奧古斯特·科普夫                   |
| 小行星626Notburga                    | 1907 XO      | 1907年2月11日  | 海德堡       | 奧古斯特·科普夫                   |
| 小行星627Charis                      | 1907 XS      | 1907年3月4日   | 海德堡       | 奧古斯特·科普夫                   |
| 小行星628Christine                   | 1907 XT      | 1907年3月7日   | 海德堡       | 奧古斯特·科普夫                   |
| 小行星629Bernardina                  | 1907 XU      | 1907年3月7日   | 海德堡       | 奧古斯特·科普夫                   |
| 小行星630Euphemia                    | 1907 XW      | 1907年3月7日   | 海德堡       | 奧古斯特·科普夫                   |
| 小行星631Philippina                  | 1907 YJ      | 1907年3月21日  | 海德堡       | 奧古斯特·科普夫                   |
| 小行星632Pyrrha                      | 1907 YX      | 1907年4月5日   | 海德堡       | 奧古斯特·科普夫                   |
| 小行星633Zelima                      | 1907 ZM      | 1907年5月12日  | 海德堡       | 奧古斯特·科普夫                   |
| 小行星634Ute                         | 1907 ZN      | 1907年5月12日  | 海德堡       | 奧古斯特·科普夫                   |
| 小行星635Vundtia                     | 1907 ZS      | 1907年6月9日   | 海德堡       | K. Lohnert                        |
| 小行星636Erika                       | 1907 XP      | 1907年2月8日   | 汤顿         | 喬爾·梅特卡夫                     |
| 小行星637Chrysothemis                | 1907 YE      | 1907年3月11日  | 汤顿         | 喬爾·梅特卡夫                     |
| 小行星638司命星（Moira）             | 1907 ZQ      | 1907年5月5日   | 汤顿         | 喬爾·梅特卡夫                     |
| 小行星639Latona                      | 1907 ZT      | 1907年7月19日  | 海德堡       | K. Lohnert                        |
| 小行星640Brambilla                   | 1907 ZW      | 1907年8月29日  | 海德堡       | 奧古斯特·科普夫                   |
| 小行星641Agnes                       | 1907 ZX      | 1907年9月8日   | 海德堡       | 马克斯·沃夫                       |
| 小行星642Clara                       | 1907 ZY      | 1907年9月8日   | 海德堡       | 马克斯·沃夫                       |
| 小行星643Scheherezade                | 1907 ZZ      | 1907年9月8日   | 海德堡       | 奧古斯特·科普夫                   |
| 小行星644Cosima                      | 1907 AA      | 1907年9月7日   | 海德堡       | 奧古斯特·科普夫                   |
| 小行星645Agrippina                   | 1907 AG      | 1907年9月13日  | 汤顿         | 喬爾·梅特卡夫                     |
| 小行星646Kastalia                    | 1907 AC      | 1907年9月11日  | 海德堡       | 奧古斯特·科普夫                   |
| 小行星647Adelgunde                   | 1907 AD      | 1907年9月11日  | 海德堡       | 奧古斯特·科普夫                   |
| 小行星648Pippa                       | 1907 AE      | 1907年9月11日  | 海德堡       | 奧古斯特·科普夫                   |
| 小行星649Josefa                      | 1907 AF      | 1907年9月11日  | 海德堡       | 奧古斯特·科普夫                   |
| 小行星650Amalasuntha                 | 1907 AM      | 1907年10月4日  | 海德堡       | 奧古斯特·科普夫                   |
| 小行星651Antikleia                   | 1907 AN      | 1907年10月4日  | 海德堡       | 奧古斯特·科普夫                   |
| 小行星652Jubilatrix                  | 1907 AU      | 1907年11月4日  | 维也纳       | 約翰·帕利薩                       |
| 小行星653Berenike                    | 1907 BK      | 1907年11月27日 | 汤顿         | 喬爾·梅特卡夫                     |
| 小行星654Zelinda                     | 1908 BM      | 1908年1月4日   | 海德堡       | 奧古斯特·科普夫                   |
| 小行星655Briseïs                     | 1907 BF      | 1907年11月4日  | 汤顿         | 喬爾·梅特卡夫                     |
| 小行星656Beagle                      | 1908 BU      | 1908年1月22日  | 海德堡       | 奧古斯特·科普夫                   |
| 小行星657Gunlöd                      | 1908 BV      | 1908年1月23日  | 海德堡       | 奧古斯特·科普夫                   |
| 小行星658Asteria                     | 1908 BW      | 1908年1月23日  | 海德堡       | 奧古斯特·科普夫                   |
| 小行星659贤士星（Nestor）            | 1908 CS      | 1908年3月23日  | 海德堡       | 马克斯·沃夫                       |
| 小行星660Crescentia                  | 1908 CC      | 1908年1月8日   | 汤顿         | 喬爾·梅特卡夫                     |
| 小行星661Cloelia                     | 1908 CL      | 1908年2月22日  | 汤顿         | 喬爾·梅特卡夫                     |
| 小行星662Newtonia                    | 1908 CW      | 1908年3月30日  | 汤顿         | 喬爾·梅特卡夫                     |
| 小行星663Gerlinde                    | 1908 DG      | 1908年6月24日  | 海德堡       | 奧古斯特·科普夫                   |
| 小行星664Judith                      | 1908 DH      | 1908年6月24日  | 海德堡       | 奧古斯特·科普夫                   |
| 小行星665Sabine                      | 1908 DK      | 1908年7月22日  | 海德堡       | W. Lorenz                         |
| 小行星666Desdemona                   | 1908 DM      | 1908年7月23日  | 海德堡       | 奧古斯特·科普夫                   |
| 小行星667Denise                      | 1908 DN      | 1908年7月23日  | 海德堡       | 奧古斯特·科普夫                   |
| 小行星668Dora                        | 1908 DO      | 1908年7月27日  | 海德堡       | 奧古斯特·科普夫                   |
| 小行星669Kypria                      | 1908 DQ      | 1908年8月20日  | 海德堡       | 奧古斯特·科普夫                   |
| 小行星670Ottegebe                    | 1908 DR      | 1908年8月20日  | 海德堡       | 奧古斯特·科普夫                   |
| 小行星671Carnegia                    | 1908 DV      | 1908年9月21日  | 维也纳       | 約翰·帕利薩                       |
| 小行星672Astarte                     | 1908 DY      | 1908年9月21日  | 海德堡       | 奧古斯特·科普夫                   |
| 小行星673Edda                        | 1908 EA      | 1908年9月20日  | 汤顿         | 喬爾·梅特卡夫                     |
| 小行星674Rachele                     | 1908 EP      | 1908年10月28日 | 海德堡       | W. Lorenz                         |
| 小行星675Ludmilla                    | 1908 DU      | 1908年8月30日  | 汤顿         | 喬爾·梅特卡夫                     |
| 小行星676Melitta                     | 1909 FN      | 1909年1月16日  | 格林尼治     | 菲利伯特·雅克·梅洛特              |
| 小行星677Aaltje                      | 1909 FR      | 1909年1月18日  | 海德堡       | 奧古斯特·科普夫                   |
| 小行星678Fredegundis                 | 1909 FS      | 1909年1月22日  | 海德堡       | W. Lorenz                         |
| 小行星679Pax                         | 1909 FY      | 1909年1月28日  | 海德堡       | 奧古斯特·科普夫                   |
| 小行星680Genoveva                    | 1909 GW      | 1909年4月22日  | 海德堡       | 奧古斯特·科普夫                   |
| 小行星681Gorgo                       | 1909 GZ      | 1909年5月13日  | 海德堡       | 奧古斯特·科普夫                   |
| 小行星682Hagar                       | 1909 HA      | 1909年6月17日  | 海德堡       | 奧古斯特·科普夫                   |
| 小行星683Lanzia                      | 1909 HC      | 1909年7月23日  | 海德堡       | 马克斯·沃夫                       |
| 小行星684Hildburg                    | 1909 HD      | 1909年8月8日   | 海德堡       | 奧古斯特·科普夫                   |
| 小行星685Hermia                      | 1909 HE      | 1909年8月12日  | 海德堡       | W. Lorenz                         |
| 小行星686Gersuind                    | 1909 HF      | 1909年8月15日  | 海德堡       | 奧古斯特·科普夫                   |
| 小行星687Tinette                     | 1909 HG      | 1909年8月16日  | 维也纳       | 約翰·帕利薩                       |
| 小行星688Melanie                     | 1909 HH      | 1909年8月25日  | 维也纳       | 約翰·帕利薩                       |
| 小行星689Zita                        | 1909 HJ      | 1909年9月12日  | 维也纳       | 約翰·帕利薩                       |
| 小行星690Wratislavia                 | 1909 HZ      | 1909年10月16日 | 汤顿         | 喬爾·梅特卡夫                     |
| 小行星691Lehigh                      | 1909 JG      | 1909年12月11日 | 汤顿         | 喬爾·梅特卡夫                     |
| 小行星692Hippodamia                  | 1901 HD      | 1901年11月5日  | 海德堡       | 马克斯·沃夫、奧古斯特·科普夫      |
| 小行星693Zerbinetta                  | 1909 HN      | 1909年9月21日  | 海德堡       | 奧古斯特·科普夫                   |
| 小行星694Ekard                       | 1909 JA      | 1909年11月7日  | 汤顿         | 喬爾·梅特卡夫                     |
| 小行星695Bella                       | 1909 JB      | 1909年11月7日  | 汤顿         | 喬爾·梅特卡夫                     |
| 小行星696Leonora                     | 1910 JJ      | 1910年1月10日  | 汤顿         | 喬爾·梅特卡夫                     |
| 小行星697Galilea                     | 1910 JO      | 1910年2月14日  | 海德堡       | J. Helffrich                      |
| 小行星698Ernestina                   | 1910 JX      | 1910年3月5日   | 海德堡       | J. Helffrich                      |
| 小行星699Hela                        | 1910 KD      | 1910年6月5日   | 海德堡       | J. Helffrich                      |
| 小行星700Auravictrix                 | 1910 KE      | 1910年6月5日   | 海德堡       | J. Helffrich                      |
| 701-800 [編輯]                       |              |                |              |                                   |
| 小行星701Oriola                      | 1910 KN      | 1910年7月12日  | 海德堡       | J. Helffrich                      |
| 小行星702雲雀星（Alauda）            | 1910 KQ      | 1910年7月16日  | 海德堡       | J. Helffrich                      |
| 小行星703Noëmi                       | 1910 KT      | 1910年10月3日  | 维也纳       | 約翰·帕利薩                       |
| 小行星704Interamnia                  | 1910 KU      | 1910年10月2日  | 泰拉莫       | V. Cerulli                        |
| 小行星705Erminia                     | 1910 KV      | 1910年10月6日  | 海德堡       | E. Ernst                          |
| 小行星706Hirundo                     | 1910 KX      | 1910年10月9日  | 海德堡       | J. Helffrich                      |
| 小行星707Steïna                      | 1910 LD      | 1910年12月22日 | 海德堡       | 马克斯·沃夫                       |
| 小行星708Raphaela                    | 1911 LJ      | 1911年2月3日   | 海德堡       | J. Helffrich                      |
| 小行星709Fringilla                   | 1911 LK      | 1911年2月3日   | 海德堡       | J. Helffrich                      |
| 小行星710Gertrud                     | 1911 LM      | 1911年2月28日  | 维也纳       | 約翰·帕利薩                       |
| 小行星711Marmulla                    | 1911 LN      | 1911年3月1日   | 维也纳       | 約翰·帕利薩                       |
| 小行星712Boliviana                   | 1911 LO      | 1911年3月19日  | 海德堡       | 马克斯·沃夫                       |
| 小行星713Luscinia                    | 1911 LS      | 1911年4月18日  | 海德堡       | J. Helffrich                      |
| 小行星714Ulula                       | 1911 LW      | 1911年5月18日  | 海德堡       | J. Helffrich                      |
| 小行星715Transvaalia                 | 1911 LX      | 1911年4月22日  | 约翰内斯堡   | H. E. Wood                        |
| 小行星716Berkeley                    | 1911 MD      | 1911年7月30日  | 维也纳       | 約翰·帕利薩                       |
| 小行星717Wisibada                    | 1911 MJ      | 1911年8月26日  | 海德堡       | 弗朗茲·凱撒                       |
| 小行星718Erida                       | 1911 MS      | 1911年9月29日  | 维也纳       | 約翰·帕利薩                       |
| 小行星719阿尔伯特星（Albert）        | 1911 MT      | 1911年10月3日  | 维也纳       | 約翰·帕利薩                       |
| 小行星720Bohlinia                    | 1911 MW      | 1911年10月18日 | 海德堡       | 弗朗茲·凱撒                       |
| 小行星721Tabora                      | 1911 MZ      | 1911年10月18日 | 海德堡       | 弗朗茲·凱撒                       |
| 小行星722Frieda                      | 1911 NA      | 1911年10月18日 | 维也纳       | 約翰·帕利薩                       |
| 小行星723Hammonia                    | 1911 NB      | 1911年10月21日 | 维也纳       | 約翰·帕利薩                       |
| 小行星724Hapag                       | 1911 NC      | 1911年10月21日 | 维也纳       | 約翰·帕利薩                       |
| 小行星725Amanda                      | 1911 ND      | 1911年10月21日 | 维也纳       | 約翰·帕利薩                       |
| 小行星726Joëlla                      | 1911 NM      | 1911年11月22日 | 温彻斯特     | 喬爾·梅特卡夫                     |
| 小行星727Nipponia                    | 1912 NT      | 1912年2月11日  | 海德堡       | 亚当·马辛杰                       |
| 小行星728Leonisis                    | 1912 NU      | 1912年2月16日  | 维也纳       | 約翰·帕利薩                       |
| 小行星729Watsonia                    | 1912 OD      | 1912年2月9日   | 温彻斯特     | 喬爾·梅特卡夫                     |
| 小行星730Athanasia                   | 1912 OK      | 1912年4月10日  | 维也纳       | 約翰·帕利薩                       |
| 小行星731Sorga                       | 1912 OQ      | 1912年4月15日  | 海德堡       | 亚当·马辛杰                       |
| 小行星732Tjilaki                     | 1912 OR      | 1912年4月15日  | 海德堡       | 亚当·马辛杰                       |
| 小行星733Mocia                       | 1912 PF      | 1912年9月16日  | 海德堡       | 马克斯·沃夫                       |
| 小行星734Benda                       | 1912 PH      | 1912年10月11日 | 维也纳       | 約翰·帕利薩                       |
| 小行星735Marghanna                   | 1912 PY      | 1912年12月9日  | 海德堡       | 海因里希·沃格特                   |
| 小行星736Harvard                     | 1912 PZ      | 1912年11月16日 | 温彻斯特     | 喬爾·梅特卡夫                     |
| 小行星737Arequipa                    | 1912 QB      | 1912年12月7日  | 温彻斯特     | 喬爾·梅特卡夫                     |
| 小行星738Alagasta                    | 1913 QO      | 1913年1月7日   | 海德堡       | 弗朗茲·凱撒                       |
| 小行星739Mandeville                  | 1913 QR      | 1913年2月7日   | 温彻斯特     | 喬爾·梅特卡夫                     |
| 小行星740Cantabia                    | 1913 QS      | 1913年2月10日  | 温彻斯特     | 喬爾·梅特卡夫                     |
| 小行星741Botolphia                   | 1913 QT      | 1913年2月10日  | 温彻斯特     | 喬爾·梅特卡夫                     |
| 小行星742Edisona                     | 1913 QU      | 1913年2月23日  | 海德堡       | 弗朗茲·凱撒                       |
| 小行星743Eugenisis                   | 1913 QV      | 1913年2月25日  | 海德堡       | 弗朗茲·凱撒                       |
| 小行星744Aguntina                    | 1913 QW      | 1913年2月26日  | 维也纳       | 约瑟夫·雷登                       |
| 小行星745Mauritia                    | 1913 QX      | 1913年3月1日   | 海德堡       | 弗朗茲·凱撒                       |
| 小行星746Marlu                       | 1913 QY      | 1913年3月1日   | 海德堡       | 弗朗茲·凱撒                       |
| 小行星747Winchester                  | 1913 QZ      | 1913年3月7日   | 温彻斯特     | 喬爾·梅特卡夫                     |
| 小行星748Simeïsa                     | 1913 RD      | 1913年3月14日  | 克里米亚     | G. N. Neujmin                     |
| 小行星749Malzovia                    | 1913 RF      | 1913年4月5日   | 克里米亚     | 谢尔盖·别利亚夫斯基               |
| 小行星750Oskar                       | 1913 RG      | 1913年4月28日  | 维也纳       | 約翰·帕利薩                       |
| 小行星751Faïna                       | 1913 RK      | 1913年4月28日  | 克里米亚     | G. N. Neujmin                     |
| 小行星752Sulamitis                   | 1913 RL      | 1913年4月30日  | 克里米亚     | G. N. Neujmin                     |
| 小行星753Tiflis                      | 1913 RM      | 1913年4月30日  | 克里米亚     | G. N. Neujmin                     |
| 小行星754Malabar                     | 1906 UT      | 1906年8月22日  | 海德堡       | 奧古斯特·科普夫                   |
| 小行星755Quintilla                   | 1908 CZ      | 1908年4月6日   | 汤顿         | 喬爾·梅特卡夫                     |
| 小行星756Lilliana                    | 1908 DC      | 1908年4月26日  | 汤顿         | 喬爾·梅特卡夫                     |
| 小行星757Portlandia                  | 1908 EJ      | 1908年9月30日  | 汤顿         | 喬爾·梅特卡夫                     |
| 小行星758Mancunia                    | 1912 PE      | 1912年5月18日  | 约翰内斯堡   | H. E. Wood                        |
| 小行星759Vinifera                    | 1913 SJ      | 1913年8月26日  | 海德堡       | 弗朗茲·凱撒                       |
| 小行星760Massinga                    | 1913 SL      | 1913年8月28日  | 海德堡       | 弗朗茲·凱撒                       |
| 小行星761Brendelia                   | 1913 SO      | 1913年9月8日   | 海德堡       | 弗朗茲·凱撒                       |
| 小行星762Pulcova                     | 1913 SQ      | 1913年9月3日   | 克里米亚     | G. N. Neujmin                     |
| 小行星763恋神星（Cupido）            | 1913 ST      | 1913年9月25日  | 海德堡       | 弗朗茲·凱撒                       |
| 小行星764Gedania                     | 1913 SU      | 1913年9月26日  | 海德堡       | 弗朗茲·凱撒                       |
| 小行星765Mattiaca                    | 1913 SV      | 1913年9月26日  | 海德堡       | 弗朗茲·凱撒                       |
| 小行星766Moguntia                    | 1913 SW      | 1913年9月29日  | 海德堡       | 弗朗茲·凱撒                       |
| 小行星767Bondia                      | 1913 SX      | 1913年9月23日  | 温彻斯特     | 喬爾·梅特卡夫                     |
| 小行星768Struveana                   | 1913 SZ      | 1913年10月4日  | 克里米亚     | G. N. Neujmin                     |
| 小行星769Tatjana                     | 1913 TA      | 1913年10月6日  | 克里米亚     | G. N. Neujmin                     |
| 小行星770Bali                        | 1913 TE      | 1913年10月31日 | 海德堡       | 亚当·马辛杰                       |
| 小行星771Libera                      | 1913 TO      | 1913年11月21日 | 维也纳       | 约瑟夫·雷登                       |
| 小行星772Tanete                      | 1913 TR      | 1913年12月19日 | 海德堡       | 亚当·马辛杰                       |
| 小行星773Irmintraud                  | 1913 TV      | 1913年12月22日 | 海德堡       | 弗朗茲·凱撒                       |
| 小行星774Armor                       | 1913 TW      | 1913年12月19日 | 巴黎         | C. le Morvan                      |
| 小行星775Lumière                     | 1914 TX      | 1914年1月6日   | 尼斯         | J. Lagrula                        |
| 小行星776Berbericia                  | 1914 TY      | 1914年1月24日  | 海德堡       | 亚当·马辛杰                       |
| 小行星777Gutemberga                  | 1914 TZ      | 1914年1月24日  | 海德堡       | 弗朗茲·凱撒                       |
| 小行星778Theobalda                   | 1914 UA      | 1914年1月25日  | 海德堡       | 弗朗茲·凱撒                       |
| 小行星779Nina                        | 1914 UB      | 1914年1月25日  | 克里米亚     | G. N. Neujmin                     |
| 小行星780Armenia                     | 1914 UC      | 1914年1月25日  | 克里米亚     | G. N. Neujmin                     |
| 小行星781Kartvelia                   | 1914 UF      | 1914年1月25日  | 克里米亚     | G. N. Neujmin                     |
| 小行星782Montefiore                  | 1914 UK      | 1914年3月18日  | 维也纳       | 約翰·帕利薩                       |
| 小行星783Nora                        | 1914 UL      | 1914年3月18日  | 维也纳       | 約翰·帕利薩                       |
| 小行星784Pickeringia                 | 1914 UM      | 1914年3月20日  | 温彻斯特     | 喬爾·梅特卡夫                     |
| 小行星785Zwetana                     | 1914 UN      | 1914年3月30日  | 海德堡       | 亚当·马辛杰                       |
| 小行星786Bredichina                  | 1914 UO      | 1914年4月20日  | 海德堡       | 弗朗茲·凱撒                       |
| 小行星787Moskva                      | 1914 UQ      | 1914年4月20日  | 克里米亚     | G. N. Neujmin                     |
| 小行星788Hohensteina                 | 1914 UR      | 1914年4月28日  | 海德堡       | 弗朗茲·凱撒                       |
| 小行星789Lena                        | 1914 UU      | 1914年6月24日  | 克里米亚     | G. N. Neujmin                     |
| 小行星790Pretoria                    | 1912 NW      | 1912年1月16日  | 约翰内斯堡   | H. E. Wood                        |
| 小行星791Ani                         | 1914 UV      | 1914年6月29日  | 克里米亚     | G. N. Neujmin                     |
| 小行星792Metcalfia                   | 1907 ZC      | 1907年3月20日  | 汤顿         | 喬爾·梅特卡夫                     |
| 小行星793Arizona                     | 1907 ZD      | 1907年4月9日   | 弗拉格斯塔夫 | 帕西瓦爾·羅威爾                   |
| 小行星794Irenaea                     | 1914 VB      | 1914年8月27日  | 维也纳       | 約翰·帕利薩                       |
| 小行星795Fini                        | 1914 VE      | 1914年9月26日  | 维也纳       | 約翰·帕利薩                       |
| 小行星796Sarita                      | 1914 VH      | 1914年10月15日 | 海德堡       | 卡爾·威廉·萊茵姆特                |
| 小行星797Montana                     | 1914 VR      | 1914年11月17日 | 汉堡         | H. Thiele                         |
| 小行星798Ruth                        | 1914 VT      | 1914年11月21日 | 海德堡       | 马克斯·沃夫                       |
| 小行星799Gudula                      | 1915 WO      | 1915年3月9日   | 海德堡       | 卡爾·威廉·萊茵姆特                |
| 小行星800Kressmannia                 | 1915 WP      | 1915年3月20日  | 海德堡       | 马克斯·沃夫                       |
| 801-900 [編輯]                       |              |                |              |                                   |
| 小行星801Helwerthia                  | 1915 WQ      | 1915年3月20日  | 海德堡       | 馬克斯·沃夫                       |
| 小行星802Epyaxa                      | 1915 WR      | 1915年3月20日  | 海德堡       | 馬克斯·沃夫                       |
| 小行星803Picka                       | 1915 WS      | 1915年3月21日  | 维也纳       | 約翰·帕利薩                       |
| 小行星804Hispania                    | 1915 WT      | 1915年3月20日  | 巴塞罗那     | 朱賽普·科馬斯·索拉                |
| 小行星805Hormuthia                   | 1915 WW      | 1915年4月17日  | 海德堡       | 马克斯·沃夫                       |
| 小行星806Gyldenia                    | 1915 WX      | 1915年4月18日  | 海德堡       | 馬克斯·沃夫                       |
| 小行星807Ceraskia                    | 1915 WY      | 1915年4月18日  | 海德堡       | 馬克斯·沃夫                       |
| 小行星808Merxia                      | 1901 GY      | 1901年10月11日 | 海德堡       | 路易吉·卡內拉                     |
| 小行星809Lundia                      | 1915 XP      | 1915年8月11日  | 海德堡       | 马克斯·沃夫                       |
| 小行星810Atossa                      | 1915 XQ      | 1915年9月8日   | 海德堡       | 馬克斯·沃夫                       |
| 小行星811Nauheima                    | 1915 XR      | 1915年9月8日   | 海德堡       | 馬克斯·沃夫                       |
| 小行星812Adele                       | 1915 XV      | 1915年9月8日   | 克里米亚     | 谢尔盖·别利亚夫斯基               |
| 小行星813Baumeia                     | 1915 YR      | 1915年11月28日 | 海德堡       | 马克斯·沃夫                       |
| 小行星814Tauris                      | 1916 YT      | 1916年1月2日   | 克里米亚     | G. N. Neujmin                     |
| 小行星815Coppelia                    | 1916 YU      | 1916年2月2日   | 海德堡       | 马克斯·沃夫                       |
| 小行星816Juliana                     | 1916 YV      | 1916年2月8日   | 海德堡       | 馬克斯·沃夫                       |
| 小行星817Annika                      | 1916 YW      | 1916年2月6日   | 海德堡       | 馬克斯·沃夫                       |
| 小行星818Kapteynia                   | 1916 YZ      | 1916年2月21日  | 海德堡       | 馬克斯·沃夫                       |
| 小行星819Barnardiana                 | 1916 ZA      | 1916年3月3日   | 海德堡       | 馬克斯·沃夫                       |
| 小行星820Adriana                     | 1916 ZB      | 1916年3月30日  | 海德堡       | 馬克斯·沃夫                       |
| 小行星821Fanny                       | 1916 ZC      | 1916年3月31日  | 海德堡       | 馬克斯·沃夫                       |
| 小行星822Lalage                      | 1916 ZD      | 1916年3月31日  | 海德堡       | 馬克斯·沃夫                       |
| 小行星823Sisigambis                  | 1916 ZG      | 1916年3月31日  | 海德堡       | 馬克斯·沃夫                       |
| 小行星824Anastasia                   | 1916 ZH      | 1916年3月25日  | 克里米亚     | G. N. Neujmin                     |
| 小行星825Tanina                      | 1916 ZL      | 1916年3月27日  | 克里米亚     | G. N. Neujmin                     |
| 小行星826Henrika                     | 1916 ZO      | 1916年4月28日  | 海德堡       | 马克斯·沃夫                       |
| 小行星827Wolfiana                    | 1916 ZW      | 1916年8月29日  | 维也纳       | 約翰·帕利薩                       |
| 小行星828Lindemannia                 | 1916 ZX      | 1916年8月29日  | 维也纳       | 約翰·帕利薩                       |
| 小行星829Academia                    | 1916 ZY      | 1916年8月25日  | 克里米亚     | G. N. Neujmin                     |
| 小行星830Petropolitana               | 1916 ZZ      | 1916年8月25日  | 克里米亚     | G. N. Neujmin                     |
| 小行星831Stateira                    | 1916 AA      | 1916年9月20日  | 海德堡       | 马克斯·沃夫                       |
| 小行星832Karin                       | 1916 AB      | 1916年9月20日  | 海德堡       | 馬克斯·沃夫                       |
| 小行星833Monica                      | 1916 AC      | 1916年9月20日  | 海德堡       | 馬克斯·沃夫                       |
| 小行星834Burnhamia                   | 1916 AD      | 1916年9月20日  | 海德堡       | 馬克斯·沃夫                       |
| 小行星835Olivia                      | 1916 AE      | 1916年9月23日  | 海德堡       | 馬克斯·沃夫                       |
| 小行星836Jole                        | 1916 AF      | 1916年9月23日  | 海德堡       | 馬克斯·沃夫                       |
| 小行星837Schwarzschilda              | 1916 AG      | 1916年9月23日  | 海德堡       | 馬克斯·沃夫                       |
| 小行星838Seraphina                   | 1916 AH      | 1916年9月24日  | 海德堡       | 馬克斯·沃夫                       |
| 小行星839Valborg                     | 1916 AJ      | 1916年9月24日  | 海德堡       | 馬克斯·沃夫                       |
| 小行星840Zenobia                     | 1916 AK      | 1916年9月25日  | 海德堡       | 馬克斯·沃夫                       |
| 小行星841Arabella                    | 1916 AL      | 1916年10月1日  | 海德堡       | 馬克斯·沃夫                       |
| 小行星842Kerstin                     | 1916 AM      | 1916年10月1日  | 海德堡       | 馬克斯·沃夫                       |
| 小行星843Nicolaia                    | 1916 AN      | 1916年9月30日  | 汉堡         | H. Thiele                         |
| 小行星844Leontina                    | 1916 AP      | 1916年10月1日  | 维也纳       | 约瑟夫·雷登                       |
| 小行星845Naëma                       | 1916 AS      | 1916年11月16日 | 海德堡       | 马克斯·沃夫                       |
| 小行星846Lipperta                    | 1916 AT      | 1916年11月26日 | 汉堡         | K. Gyllenberg                     |
| 小行星847Agnia                       | 1915 XX      | 1915年9月2日   | 克里米亚     | G. N. Neujmin                     |
| 小行星848Inna                        | 1915 XS      | 1915年9月5日   | 克里米亚     | G. N. Neujmin                     |
| 小行星849Ara                         | 1912 NY      | 1912年2月9日   | 克里米亚     | 谢尔盖·别利亚夫斯基               |
| 小行星850Altona                      | 1916 S24     | 1916年3月27日  | 克里米亚     | 谢尔盖·别利亚夫斯基               |
| 小行星851Zeissia                     | 1916 S26     | 1916年4月2日   | 克里米亚     | 谢尔盖·别利亚夫斯基               |
| 小行星852Wladilena                   | 1916 S27     | 1916年4月2日   | 克里米亚     | 谢尔盖·别利亚夫斯基               |
| 小行星853Nansenia                    | 1916 S28     | 1916年4月2日   | 克里米亚     | 谢尔盖·别利亚夫斯基               |
| 小行星854Frostia                     | 1916 S29     | 1916年4月3日   | 克里米亚     | 谢尔盖·别利亚夫斯基               |
| 小行星855Newcombia                   | 1916 ZP      | 1916年4月3日   | 克里米亚     | 谢尔盖·别利亚夫斯基               |
| 小行星856Backlunda                   | 1916 S30     | 1916年4月3日   | 克里米亚     | 谢尔盖·别利亚夫斯基               |
| 小行星857Glasenappia                 | 1916 S33     | 1916年4月6日   | 克里米亚     | 谢尔盖·别利亚夫斯基               |
| 小行星858El Djezaïr                  | 1916 a       | 1916年5月26日  | 阿尔及尔     | F. Sy                             |
| 小行星859Bouzaréah                   | 1916 c       | 1916年10月2日  | 阿尔及尔     | F. Sy                             |
| 小行星860Ursina                      | 1917 BD      | 1917年1月22日  | 海德堡       | 马克斯·沃夫                       |
| 小行星861Aïda                        | 1917 BE      | 1917年1月22日  | 海德堡       | 馬克斯·沃夫                       |
| 小行星862法兰西星（Franzia）         | 1917 BF      | 1917年1月28日  | 海德堡       | 马克斯·沃夫                       |
| 小行星863Benkoela                    | 1917 BH      | 1917年2月9日   | 海德堡       | 馬克斯·沃夫                       |
| 小行星864Aase                        | A921 SB      | 1921年9月30日  | 海德堡       | 卡爾·威廉·萊茵姆特                |
| 小行星865Zubaida                     | 1917 BO      | 1917年2月15日  | 海德堡       | 马克斯·沃夫                       |
| 小行星866Fatme                       | 1917 BQ      | 1917年2月25日  | 海德堡       | 馬克斯·沃夫                       |
| 小行星867Kovacia                     | 1917 BS      | 1917年2月25日  | 维也纳       | 約翰·帕利薩                       |
| 小行星868Lova                        | 1917 BU      | 1917年4月26日  | 海德堡       | 马克斯·沃夫                       |
| 小行星869Mellena                     | 1917 BV      | 1917年5月9日   | 汉堡         | R. Schorr                         |
| 小行星870Manto                       | 1917 BX      | 1917年5月12日  | 海德堡       | 马克斯·沃夫                       |
| 小行星871Amneris                     | 1917 BY      | 1917年5月14日  | 海德堡       | 馬克斯·沃夫                       |
| 小行星872Holda                       | 1917 BZ      | 1917年5月21日  | 海德堡       | 馬克斯·沃夫                       |
| 小行星873Mechthild                   | 1917 CA      | 1917年5月21日  | 海德堡       | 馬克斯·沃夫                       |
| 小行星874Rotraut                     | 1917 CC      | 1917年5月25日  | 海德堡       | 馬克斯·沃夫                       |
| 小行星875Nymphe                      | 1917 CF      | 1917年5月19日  | 海德堡       | 馬克斯·沃夫                       |
| 小行星876Scott                       | 1917 CH      | 1917年6月20日  | 维也纳       | 約翰·帕利薩                       |
| 小行星877Walküre                     | 1915 S7      | 1915年9月13日  | 克里米亚     | G. N. Neujmin                     |
| 小行星878Mildred                     | 1916 f       | 1916年9月6日   | 威尔逊山     | 賽斯·尼克爾森                     |
| 小行星879Ricarda                     | 1917 CJ      | 1917年7月22日  | 海德堡       | 马克斯·沃夫                       |
| 小行星880Herba                       | 1917 CK      | 1917年7月22日  | 海德堡       | 馬克斯·沃夫                       |
| 小行星881Athene                      | 1917 CL      | 1917年7月22日  | 海德堡       | 馬克斯·沃夫                       |
| 小行星882Swetlana                    | 1917 CM      | 1917年8月15日  | 克里米亚     | G. N. Neujmin                     |
| 小行星883马特尔星（Matterania）      | 1917 CP      | 1917年9月14日  | 海德堡       | 马克斯·沃夫                       |
| 小行星884普丽阿姆斯星（Priamus）     | 1917 CQ      | 1917年9月22日  | 海德堡       | 馬克斯·沃夫                       |
| 小行星885Ulrike                      | 1917 CX      | 1917年9月23日  | 克里米亚     | 谢尔盖·别利亚夫斯基               |
| 小行星886Washingtonia                | 1917 b       | 1917年11月16日 | 華盛頓       | 喬治·亨利·彼得斯                  |
| 小行星887Alinda                      | 1918 DB      | 1918年1月3日   | 海德堡       | 马克斯·沃夫                       |
| 小行星888Parysatis                   | 1918 DC      | 1918年2月2日   | 海德堡       | 馬克斯·沃夫                       |
| 小行星889Erynia                      | 1918 DG      | 1918年3月5日   | 海德堡       | 馬克斯·沃夫                       |
| 小行星890Waltraut                    | 1918 DK      | 1918年3月11日  | 海德堡       | 馬克斯·沃夫                       |
| 小行星891Gunhild                     | 1918 DQ      | 1918年5月17日  | 海德堡       | 馬克斯·沃夫                       |
| 小行星892Seeligeria                  | 1918 DR      | 1918年5月31日  | 海德堡       | 馬克斯·沃夫                       |
| 小行星893Leopoldina                  | 1918 DS      | 1918年5月31日  | 海德堡       | 馬克斯·沃夫                       |
| 小行星894Erda                        | 1918 DT      | 1918年6月4日   | 海德堡       | 馬克斯·沃夫                       |
| 小行星895阳神星                      | 1918 DU      | 1918年7月11日  | 海德堡       | 馬克斯·沃夫                       |
| 小行星896人面狮星（Sphinx）          | 1918 DV      | 1918年8月1日   | 海德堡       | 馬克斯·沃夫                       |
| 小行星897Lysistrata                  | 1918 DZ      | 1918年8月3日   | 海德堡       | 馬克斯·沃夫                       |
| 小行星898Hildegard                   | 1918 EA      | 1918年8月3日   | 海德堡       | 馬克斯·沃夫                       |
| 小行星899Jokaste                     | 1918 EB      | 1918年8月3日   | 海德堡       | 馬克斯·沃夫                       |
| 小行星900Rosalinde                   | 1918 EC      | 1918年8月10日  | 海德堡       | 馬克斯·沃夫                       |
| 901-1000 [編輯]                      |              |                |              |                                   |
| 小行星901Brunsia                     | 1918 EE      | 1918年8月30日  | 海德堡       | 马克斯·沃夫                       |
| 小行星902Probitas                    | 1918 EJ      | 1918年9月3日   | 维也纳       | 約翰·帕利薩                       |
| 小行星903Nealley                     | 1918 EM      | 1918年9月13日  | 维也纳       | 約翰·帕利薩                       |
| 小行星904Rockefellia                 | 1918 EO      | 1918年10月29日 | 海德堡       | 马克斯·沃夫                       |
| 小行星905Universitas                 | 1918 ES      | 1918年10月30日 | 汉堡         | 阿诺德·施瓦斯曼                   |
| 小行星906Repsolda                    | 1918 ET      | 1918年10月30日 | 汉堡         | 阿诺德·施瓦斯曼                   |
| 小行星907Rhoda                       | 1918 EU      | 1918年11月12日 | 海德堡       | 马克斯·沃夫                       |
| 小行星908Buda                        | 1918 EX      | 1918年11月30日 | 海德堡       | 马克斯·沃夫                       |
| 小行星909Ulla                        | 1919 FA      | 1919年2月7日   | 海德堡       | 卡爾·威廉·萊茵姆特                |
| 小行星910Anneliese                   | 1919 FB      | 1919年3月1日   | 海德堡       | 卡爾·威廉·萊茵姆特                |
| 小行星911阿伽门农星（Agamemnon）     | 1919 FD      | 1919年3月19日  | 海德堡       | 卡爾·威廉·萊茵姆特                |
| 小行星912Maritima                    | 1919 FJ      | 1919年4月27日  | 汉堡         | 阿诺德·施瓦斯曼                   |
| 小行星913Otila                       | 1919 FL      | 1919年5月19日  | 海德堡       | 卡爾·威廉·萊茵姆特                |
| 小行星914帕利薩（Palisana）          | 1919 FN      | 1919年7月4日   | 海德堡       | 马克斯·沃夫                       |
| 小行星915Cosette                     | 1918 b       | 1918年12月14日 | 阿尔及尔     | F. Gonnessiat                     |
| 小行星916America                     | 1915 S1      | 1915年8月7日   | 克里米亚     | G. N. Neujmin                     |
| 小行星917Lyka                        | 1915 S4      | 1915年9月5日   | 克里米亚     | G. N. Neujmin                     |
| 小行星918Itha                        | 1919 FR      | 1919年8月22日  | 海德堡       | 卡爾·威廉·萊茵姆特                |
| 小行星919Ilsebill                    | 1918 EQ      | 1918年10月30日 | 海德堡       | 马克斯·沃夫                       |
| 小行星920Rogeria                     | 1919 FT      | 1919年9月1日   | 海德堡       | 卡爾·威廉·萊茵姆特                |
| 小行星921Jovita                      | 1919 FV      | 1919年9月4日   | 海德堡       | 卡爾·威廉·萊茵姆特                |
| 小行星922Schlutia                    | 1919 FW      | 1919年9月18日  | 海德堡       | 卡爾·威廉·萊茵姆特                |
| 小行星923Herluga                     | 1919 GB      | 1919年9月30日  | 海德堡       | 卡爾·威廉·萊茵姆特                |
| 小行星924Toni                        | 1919 GC      | 1919年10月20日 | 海德堡       | 卡爾·威廉·萊茵姆特                |
| 小行星925Alphonsina                  | 1920 GM      | 1920年1月13日  | 巴塞罗那     | 朱賽普·科馬斯·索拉                |
| 小行星926Imhilde                     | 1920 GN      | 1920年2月15日  | 海德堡       | 卡爾·威廉·萊茵姆特                |
| 小行星927Ratisbona                   | 1920 GO      | 1920年2月16日  | 海德堡       | 马克斯·沃夫                       |
| 小行星928Hildrun                     | 1920 GP      | 1920年2月23日  | 海德堡       | 卡爾·威廉·萊茵姆特                |
| 小行星929Algunde                     | 1920 GR      | 1920年3月10日  | 海德堡       | 卡爾·威廉·萊茵姆特                |
| 小行星930Westphalia                  | 1920 GS      | 1920年3月10日  | 汉堡         | 沃爾特·巴德                       |
| 小行星931Whittemora                  | 1920 GU      | 1920年3月19日  | 阿尔及尔     | F. Gonnessiat                     |
| 小行星932Hooveria                    | 1920 GV      | 1920年3月23日  | 维也纳       | 約翰·帕利薩                       |
| 小行星933Susi                        | 1927 CH      | 1927年2月10日  | 海德堡       | 卡爾·威廉·萊茵姆特                |
| 小行星934Thüringia                   | 1920 HK      | 1920年8月15日  | 汉堡         | 沃爾特·巴德                       |
| 小行星935Clivia                      | 1920 HM      | 1920年9月7日   | 海德堡       | 卡爾·威廉·萊茵姆特                |
| 小行星936Kunigunde                   | 1920 HN      | 1920年9月8日   | 海德堡       | 卡爾·威廉·萊茵姆特                |
| 小行星937Bethgea                     | 1920 HO      | 1920年9月12日  | 海德堡       | 卡爾·威廉·萊茵姆特                |
| 小行星938Chlosinde                   | 1920 HQ      | 1920年9月9日   | 海德堡       | 卡爾·威廉·萊茵姆特                |
| 小行星939Isberga                     | 1920 HR      | 1920年10月4日  | 海德堡       | 卡爾·威廉·萊茵姆特                |
| 小行星940Kordula                     | 1920 HT      | 1920年10月10日 | 海德堡       | 卡爾·威廉·萊茵姆特                |
| 小行星941Murray                      | 1920 HV      | 1920年10月10日 | 维也纳       | 約翰·帕利薩                       |
| 小行星942Romilda                     | 1920 HW      | 1920年10月11日 | 海德堡       | 卡爾·威廉·萊茵姆特                |
| 小行星943Begonia                     | 1920 HX      | 1920年10月20日 | 海德堡       | 卡爾·威廉·萊茵姆特                |
| 小行星944希达尔戈星（Hidalgo）       | 1920 HZ      | 1920年10月31日 | 汉堡         | 沃爾特·巴德                       |
| 小行星945Barcelona                   | 1921 JB      | 1921年2月3日   | 巴塞罗那     | 朱賽普·科馬斯·索拉                |
| 小行星946Poësia                      | 1921 JC      | 1921年2月11日  | 海德堡       | 马克斯·沃夫                       |
| 小行星947Monterosa                   | 1921 JD      | 1921年2月8日   | 汉堡         | 阿诺德·施瓦斯曼                   |
| 小行星948Jucunda                     | 1921 JE      | 1921年3月3日   | 海德堡       | 卡爾·威廉·萊茵姆特                |
| 小行星949Hel                         | 1921 JK      | 1921年3月11日  | 海德堡       | 马克斯·沃夫                       |
| 小行星950Ahrensa                     | 1921 JP      | 1921年4月1日   | 海德堡       | 卡爾·威廉·萊茵姆特                |
| 小行星951Gaspra                      | 1916 S45     | 1916年7月30日  | 克里米亚     | G. N. Neujmin                     |
| 小行星952Caia                        | 1916 S61     | 1916年10月27日 | 克里米亚     | G. N. Neujmin                     |
| 小行星953Painleva                    | 1921 JT      | 1921年4月29日  | 阿尔及尔     | B. Jekhovsky                      |
| 小行星954Li                          | 1921 JU      | 1921年8月4日   | 海德堡       | 卡爾·威廉·萊茵姆特                |
| 小行星955Alstede                     | 1921 JV      | 1921年8月5日   | 海德堡       | 卡爾·威廉·萊茵姆特                |
| 小行星956Elisa                       | 1921 JW      | 1921年8月8日   | 海德堡       | 卡爾·威廉·萊茵姆特                |
| 小行星957Camelia                     | 1921 JX      | 1921年9月7日   | 海德堡       | 卡爾·威廉·萊茵姆特                |
| 小行星958Asplinda                    | 1921 KC      | 1921年9月28日  | 海德堡       | 卡爾·威廉·萊茵姆特                |
| 小行星959Arne                        | 1921 KF      | 1921年9月30日  | 海德堡       | 卡爾·威廉·萊茵姆特                |
| 小行星960Birgit                      | 1921 KH      | 1921年10月1日  | 海德堡       | 卡爾·威廉·萊茵姆特                |
| 小行星961Gunnie                      | 1921 KM      | 1921年10月10日 | 海德堡       | 卡爾·威廉·萊茵姆特                |
| 小行星962Aslög                       | 1921 KP      | 1921年10月25日 | 海德堡       | 卡爾·威廉·萊茵姆特                |
| 小行星963Iduberga                    | 1921 KR      | 1921年10月26日 | 海德堡       | 卡爾·威廉·萊茵姆特                |
| 小行星964Subamara                    | 1921 KS      | 1921年10月27日 | 维也纳       | 約翰·帕利薩                       |
| 小行星965Angelica                    | 1921 KT      | 1921年11月4日  | 拉普拉塔     | J. Hartmann                       |
| 小行星966Muschi                      | 1921 KU      | 1921年11月9日  | 汉堡         | 沃爾特·巴德                       |
| 小行星967Helionape                   | 1921 KV      | 1921年11月9日  | 汉堡         | 沃爾特·巴德                       |
| 小行星968Petunia                     | 1921 KW      | 1921年11月24日 | 海德堡       | 卡爾·威廉·萊茵姆特                |
| 小行星969Leocadia                    | 1921 KZ      | 1921年11月5日  | 克里米亚     | 谢尔盖·别利亚夫斯基               |
| 小行星970Primula                     | 1921 LB      | 1921年11月29日 | 海德堡       | 卡爾·威廉·萊茵姆特                |
| 小行星971Alsatia                     | 1921 LF      | 1921年11月23日 | 尼斯         | A. Schaumasse                     |
| 小行星972Cohnia                      | 1922 LK      | 1922年1月18日  | 海德堡       | 马克斯·沃夫                       |
| 小行星973Aralia                      | 1922 LR      | 1922年3月18日  | 海德堡       | 卡爾·威廉·萊茵姆特                |
| 小行星974Lioba                       | 1922 LS      | 1922年3月18日  | 海德堡       | 卡爾·威廉·萊茵姆特                |
| 小行星975Perseverantia               | 1922 LT      | 1922年3月27日  | 维也纳       | 約翰·帕利薩                       |
| 小行星976Benjamina                   | 1922 LU      | 1922年3月27日  | 阿尔及尔     | B. Jekhovsky                      |
| 小行星977Philippa                    | 1922 LV      | 1922年4月6日   | 阿尔及尔     | B. Jekhovsky                      |
| 小行星978Aidamina                    | 1922 LY      | 1922年5月18日  | 克里米亚     | 谢尔盖·别利亚夫斯基               |
| 小行星979Ilsewa                      | 1922 MC      | 1922年6月29日  | 海德堡       | 卡爾·威廉·萊茵姆特                |
| 小行星980Anacostia                   | 1921 W19     | 1921年11月21日 | 華盛頓       | 喬治·亨利·彼得斯                  |
| 小行星981Martina                     | 1917 S92     | 1917年9月23日  | 克里米亚     | 谢尔盖·别利亚夫斯基               |
| 小行星982Franklina                   | 1922 MD      | 1922年5月21日  | 约翰内斯堡   | H. E. Wood                        |
| 小行星983Gunila                      | 1922 ME      | 1922年7月30日  | 海德堡       | 卡爾·威廉·萊茵姆特                |
| 小行星984Gretia                      | 1922 MH      | 1922年8月27日  | 海德堡       | 卡爾·威廉·萊茵姆特                |
| 小行星985Rosina                      | 1922 MO      | 1922年10月14日 | 海德堡       | 卡爾·威廉·萊茵姆特                |
| 小行星986Amelia                      | 1922 MQ      | 1922年10月19日 | 巴塞罗那     | 朱賽普·科馬斯·索拉                |
| 小行星987Wallia                      | 1922 MR      | 1922年10月23日 | 海德堡       | 卡爾·威廉·萊茵姆特                |
| 小行星988Appella                     | 1922 MT      | 1922年11月10日 | 阿尔及尔     | B. Jekhovsky                      |
| 小行星989Schwassmannia               | 1922 MW      | 1922年11月18日 | 汉堡         | 阿诺德·施瓦斯曼                   |
| 小行星990Yerkes                      | 1922 MZ      | 1922年11月23日 | 威廉斯湾     | G. van Biesbroeck                 |
| 小行星991McDonalda                   | 1922 NB      | 1922年10月24日 | 威廉斯湾     | 奧托·斯特魯維                     |
| 小行星992Swasey                      | 1922 ND      | 1922年11月14日 | 威廉斯湾     | 奧托·斯特魯維                     |
| 小行星993Moultona                    | 1923 NJ      | 1923年1月12日  | 威廉斯湾     | G. van Biesbroeck                 |
| 小行星994Otthild                     | 1923 NL      | 1923年3月18日  | 海德堡       | 卡爾·威廉·萊茵姆特                |
| 小行星995Sternberga                  | 1923 NP      | 1923年6月8日   | 克里米亚     | 谢尔盖·别利亚夫斯基               |
| 小行星996Hilaritas                   | 1923 NM      | 1923年3月21日  | 维也纳       | 約翰·帕利薩                       |
| 小行星997Priska                      | 1923 NR      | 1923年7月12日  | 海德堡       | 卡爾·威廉·萊茵姆特                |
| 小行星998波得星（Bodea）             | 1923 NU      | 1923年8月6日   | 海德堡       | 卡爾·威廉·萊茵姆特                |
| 小行星999扎克星（Zachia）            | 1923 NW      | 1923年8月9日   | 海德堡       | 卡爾·威廉·萊茵姆特                |
| 小行星1000皮亚齐星（Piazzia）        | 1923 NZ      | 1923年8月12日  | 海德堡       | 卡爾·威廉·萊茵姆特                |

| 上一頁： – | 小行星列表 1-1000 | 下一頁： 1001-2000 |